# RSC Anderlecht
Royal Sporting Club Anderlecht (of simpelweg RSC Anderlecht) is een Belgische voetbalclub uit Brussel, meer bepaald uit de Brusselse gemeente Anderlecht. De club werd opgericht op 27 mei 1908 en is bij de Voetbalbond aangesloten met stamnummer 35.
De ploeg heeft paars-wit als clubkleuren en speelt zijn thuiswedstrijden in het Lotto Park waar er plaats is voor 22.500 toeschouwers.
RSC Anderlecht speelt sinds 1935 onafgebroken in de Eerste Klasse en won sindsdien al vierendertig keer de landstitel, negen keer de Beker van België en tien keer de Belgische Supercup.
Het won ook vijf Europese bekers: twee keer de Europacup II, twee keer de UEFA Super Cup en een keer de UEFA Cup. Het is hiermee, samen met KV Mechelen, een van de twee Belgische clubs die een of meer Europese titels wisten te behalen. RSC Anderlecht is ook een van de stichtende leden van de ECA (European Club Association).
Sinds 28 maart 2018 is Marc Coucke eigenaar van de club, hij nam de fakkel over van Roger Vanden Stock. Coucke was sinds 28 maart ook voorzitter van de club, maar gaf op 28 mei 2020 die positie door aan Wouter Vandenhaute. RSC Anderlecht is sinds 2010 een naamloze vennootschap.
De beloftes spelen onder de naam RSCA Futures in Eerste klasse B.

## Geschiedenis

### 1908 - 1935: Van de oprichting tot de definitieve promotie naar de Eerste Klasse

#### Oprichting
In mei 1908 dook het plan om in Anderlecht een voetbalclub op te richten voor het eerst op. Charles Roos, Henri Roos, Maurice Kelchtermans, Anatole De Cuyper, Camille De Cuyper, Antoine Suys, Emile Suys, Emile Dietens, Pierre Dietens, Michel Hames, Leopold Hames, Albert Van Roye, Paul Arnold, Paul Trion, Edgard Debock, Jean Schneider, Gaston Versé en Guillaume Vandenhoof bespraken het idee in café Concordia. De aanleiding voor de oprichting van een nieuwe club was de zege van Léopold Football Club, een club uit de buurgemeente Ukkel, tegen het Engelse Queens Park Rangers.
Enkele weken nadien, op 27 mei 1908, werd 'Sporting Club Anderlechtois' opgericht. Vervolgens verzamelden de Anderlechtse jongeren geld in om een bal en truitjes te kunnen kopen. Het inschrijvingsgeld bedroeg in die dagen 3,00 BEF per trimester. Het eerste veld werd gekozen door mede-oprichter Charles Roos en bevond zich in de wijk Scheut. Roos werd ook verkozen tot eerste voorzitter, terwijl Michel Hames de eerste secretaris van de club werd.
De clubkleuren werden paars en wit, want dat waren de kleuren van de bloemen die de koets van Koning Elisabeth, die toen aan de gemeente een bezoek bracht, sierden. De eerste outfits bestonden uit een witte broek en een paars-witte trui.

#### Stamnummer 35
Enkele dagen na de oprichting van de club begon Anderlecht aan zijn eerste wedstrijden. Het ging om louter vriendschappelijke wedstrijden tegen andere clubs uit de regio. Het succes van die wedstrijden zette het bestuur er een jaar later toe aan om de club aan te sluiten bij de Union Belge des Sociétés de Sports Athlétiques (UBSSA), een Belgische sportbond die later opsplitste in onder meer de Koninklijke Belgische Voetbalbond (KBVB). Anderlecht sloot zich op 8 april 1909 aan bij de bond en kreeg stamnummer 35.
De club ging van start in 3e Gewestelijke Brabant, een provinciale reeks. In geen tijd groeide het aantal spelers van Anderlecht. Heel wat voetballers van Union Sint-Gillis stapten in die periode over naar Anderlecht, dat ook een eerste jeugdploeg oprichtte. De groei van de club werd verder gestimuleerd door Emile Versé, vader van mede-oprichter Gaston Versé. Hij investeerde in de begindagen 10.000 BEF en liet de club verhuizen naar het voetbalterrein in de Verheydenstraat (die nu de Demosthenesstraat heet). De prijs van een toegangskaart varieerde toen tussen 10 en 12,5 cent. Een thuiswedstrijd werd bijgewoond door ±2500 supporters. Op 9 september 1909 speelde Anderlecht zijn eerste officiële wedstrijd. Het verloor toen met 1-0 van Merlo. Anderlecht eindigde dat seizoen als derde in de competitie, maar mocht wegens goede prestaties toch promoveren van de voetbalbond. In 1911 werd Charles Roos als voorzitter opgevolgd door Theo Verbeeck.

#### Nationale reeksen
In 1913 maakte Anderlecht, na een succesvolle eindronde, de overstap naar de nationale reeksen. De club promoveerde naar de Eerste Afdeling, de huidige Tweede Klasse. Het eerste seizoen in de Eerste Afdeling sloot Anderlecht af als vierde én met winst. Voor het eerst hield de club na afloop van een seizoen geld over. De winst bedroeg 709,47 BEF.
Een jaar later brak de Eerste Wereldoorlog uit en werden meer dan dertig leden van de club opgeroepen om mee te strijden. Vijftien spelers verloren tijdens de oorlog het leven. Er vond geen officiële competitie plaats tijdens de oorlog, maar er werd wel een noodcompetitie georganiseerd. Daarin werd Anderlecht tweede. Pas in 1919 werd er opnieuw een officiële competitie in het leven geroepen. Anderlecht vertoefde net als voor de oorlog nog steeds in de Eerste Afdeling, maar was wel van terrein veranderd. Voortaan werkte de club zijn wedstrijden af in het Meirpark (dat later veranderde in het Astridpark). De verandering van locatie werd gesteund door het gemeentebestuur, dat 7.000 BEF investeerde in een nieuw stadion. Het Emile Verséstadion werd genoemd naar de vroegere geldschieter van de club.
In 1921 dwong Anderlecht voor het eerst de promotie naar de Ere Afdeling af. Ondanks de aanwezigheid van goaltjesdief Ferdinand "Cassis" Adams en de talentrijke doelman Jean Caudron kon Anderlecht het niet langer dan twee seizoenen volhouden op het hoogste niveau. De club zakte in 1923 terug naar de Eerste Afdeling, waar het meteen weer kampioen speelde. Anderlecht was in die dagen een liftploeg die voortdurend afwisselde tussen de Ere en Eerste Afdeling. Enkele spelers werden toen ook voor de eerste keer geselecteerd voor de nationale ploeg van België.
Exact tien jaar na de eerste promotie degradeerde Anderlecht opnieuw terug naar de Eerste Afdeling. Deze keer duurde het verblijf in de op een na hoogste voetbaldivisie van het land vier jaar. Anderlecht sloot het seizoen 1934/35 af als kampioen en promoveerde zo voor de laatste keer naar de Ere Afdeling. Gewezen toppers als Cassis Adams en Caudron waren niet meer van de partij, zij hadden plaatsgemaakt voor nieuwe spelers als Arnould Deraeymaeker, Constant Vanden Stock en Albert Mettens.

### 1935 - 1945

#### Aansluiting bij de top in België
Onder het goedkeurend oog van voorzitter Theo Verbeeck kon Anderlecht zich goed handhaven in de Ere Afdeling. 

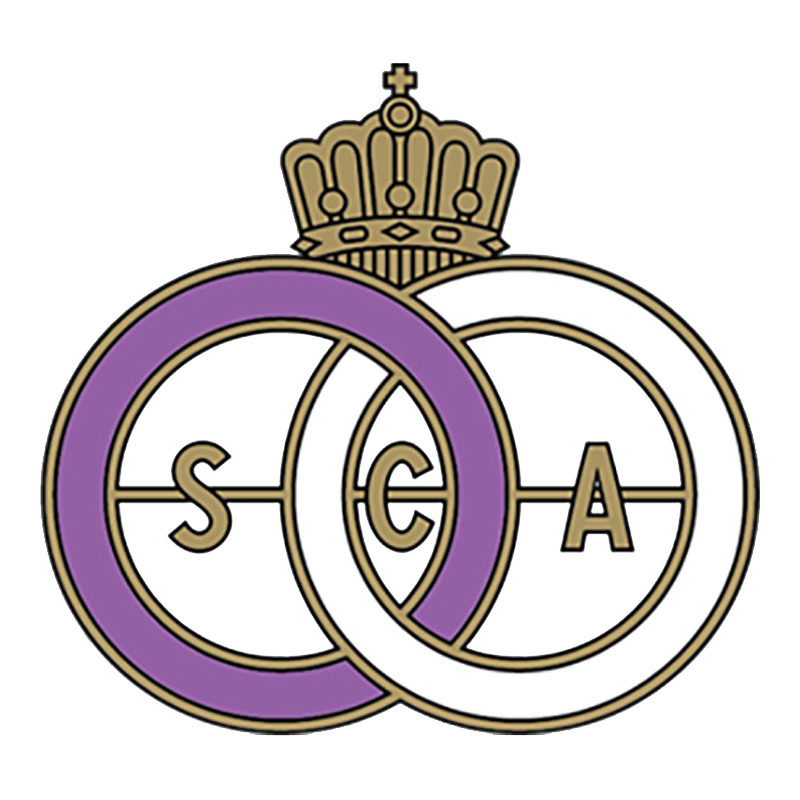
Het Sporting Club Anderlecht embleem vanaf 1933. In 1959 zal het geïntegreerd worden in een nieuw embleem.

De club veranderde van een staartploeg in een stevige middenmoter onder impuls van de Ierse coach Ernest Smith. Begin jaren 40 zocht Anderlecht zelfs aansluiting bij de top, die toen bestond uit Antwerpse clubs als Antwerp, Lierse, Beerschot en Brusselse clubs als Union en Daring Club de Bruxelles. De ommekeer kwam er in 1942 met de transfer van Jef Mermans. Anderlecht plukte de aanvaller voor een recordbedrag van 100.000 BEF weg bij Tubantia Borgerhout. Het was een transfer die de club zich niet beklaagde. Mermans werd de topschutter van de ploeg en loodste Anderlecht in 1944 naar de tweede plaats achter toenmalig landskampioen Antwerp.
Trainer Smith keerde na het uitbreken van de Tweede Wereldoorlog terug naar zijn geboorteland. Bovendien werd in het seizoen 1944/45, net als in 1939/40, de competitie onderbroken. Door de oorlog kon er niet in normale omstandigheden gevoetbald worden. Sportief gezien een jammere zaak voor paars-wit, want de club stond aan de leiding toen de competitie in 1945 werd afgelast.

### 1945 - 1960

#### Eerste landstitels
Na de Tweede Wereldoorlog werd de Belgische competitie opnieuw opgestart. Anderlecht veroverde de derde plaats en werd een jaar later voor de eerste keer in de geschiedenis van de club landskampioen. Paars-wit sloot het seizoen 1946/47 bovendien af met 112 gescoorde doelpunten, een absoluut record. Het team rekende in die dagen op sterkhouders als Mermans, die dat jaar ook voor het eerst topschutter werd in de Belgische competitie, doelman Henri Meert en aanvaller Hippolyte Van den Bosch, en werd geleid door de onbekende Franse trainer Georges Périno. De Fransman werd later opgevolgd door Smith, die na de oorlog was teruggekeerd naar België. Hij veroverde met Anderlecht een tweede en derde landstitel, maar moest dan plaatsmaken voor de Engelse trainer Bill Gormlie, die toen ook bondscoach van België was.
Gormlie vond in 1950 de weg naar het Astridpark, een jaar voor voorzitter Theo Verbeeck overleed en werd opgevolgd door Albert Roosens. De jaren 50 werden al snel een succesvolle periode voor de club. Vanaf 1954 won paars-wit drie keer op rij de titel. Verbeeck vormde Anderlecht om tot een Belgische topclub. Hij verbouwde het stadion en liet een grote lichtinstallatie plaatsen. De eerste stadionverlichting werd in 1954 ingehuldigd in een galawedstrijd tegen het Argentijnse Racing Club Buenos Aires. Paars-wit speelde in die dagen ook voor het eerst in het buitenland. Anderlecht werkte oefenwedstrijden af in de Sovjet-Unie en Congo.
De titel van 1955 leverde Anderlecht een plaats op in de allereerste Europacup I. De Europese tegenstanders bleken echter te hoog gegrepen. Het Hongaarse Vörös Lobogó SE schakelde Anderlecht meteen uit met zware cijfers. Een jaar later ging paars-wit zelfs met 10-0 de boot in tegen Manchester United. In eigen land kreeg Jef Jurion in 1957 de Gouden Schoen, hoewel Anderlecht ook daar steeds meer concurrentie kreeg. Standard de Liège stak in 1958 de kop op en veroverde zijn eerste titel. Het was het begin van een toen nog prille rivaliteit tussen beide clubs. Een jaar later loodste Gormlie de club naar een nieuwe titel, hetgeen het bestuur niet belette om hem enkele maanden later aan de deur te zetten. Hulptrainer Arnould Deraeymaeker sprong voor het eerst in als interim-coach en liet de 16-jarige Paul Van Himst debuteren.

### 1960 - 1970

#### Europese subtopper

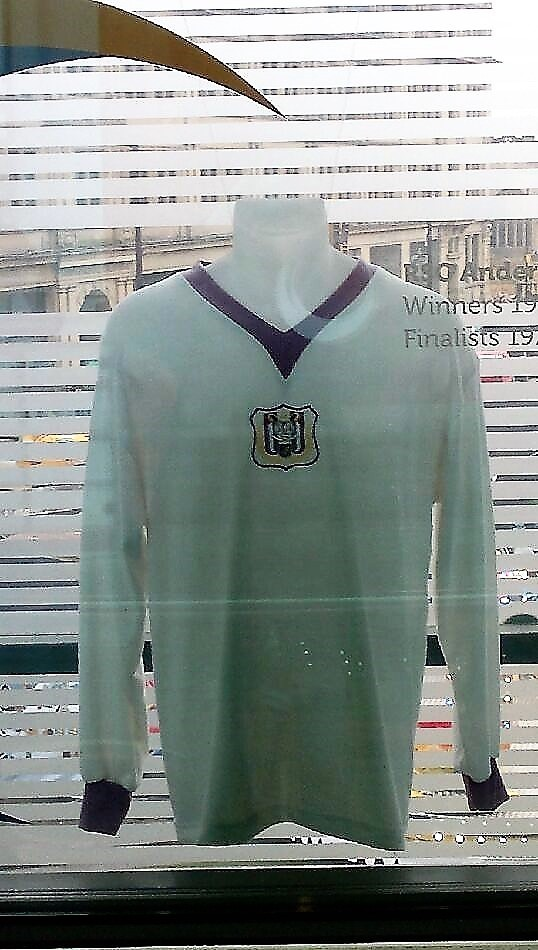
Origineel RSC Anderlecht truitje in het National Football Museum in Manchester

Zoals Gormlie de jaren 50 had gedomineerd, zo beïnvloedde de Corsicaanse trainer Pierre Sinibaldi het volgende decennium. Sinibaldi werd in 1960 aangenomen als coach en liet meteen merken dat hij een strateeg was. Hij introduceerde het 4-2-4-systeem waarmee Brazilië twee jaar eerder wereldkampioen was geworden. Het aanvallende spel werd gedragen door talentrijke spelers als Van Himst, Jef Jurion, Wilfried Puis, Martin Lippens en Jacques Stockman en later ook Jan Mulder. Zij veroverden in vijf seizoenen vier keer de titel. In 1965 won Anderlecht bovendien ook voor het eerst de Beker van België.
De Europese campagne van Anderlecht was het grootste verschil tussen Sinibaldi en Gormlie. Anderlecht, dat in de jaren 50 nooit verder dan de eerste ronde van de Europacup I was geraakt, schakelde in 1962 het grote Real Madrid uit na onder meer een prachtig afstandsschot van Jurion, die later dan ook de bijnaam Mister Europe kreeg. Anderlecht sneuvelde dat jaar uiteindelijk pas in de kwartfinale tegen het Schotse Dundee FC. Een resultaat dat Anderlecht twee jaar later nog eens overdeed. Real Madrid nam toen wraak voor de uitschakeling van 1962.

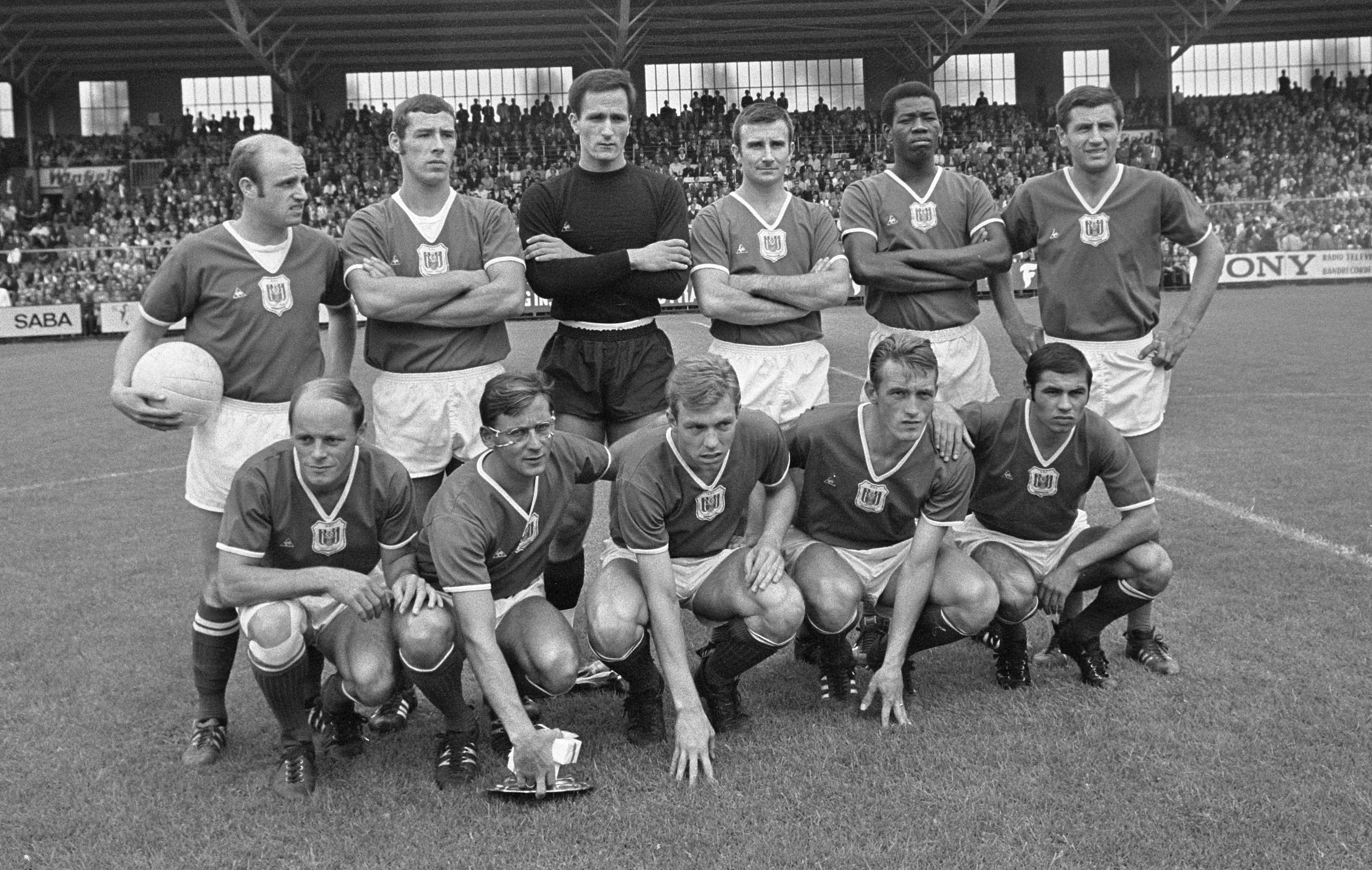
Anderlecht in 1967 voor een vriendschappelijk duel tegen Ajax ter nagedachtenis van de één jaar eerder overleden Laurent Verbiest, De opbrengst van het duel ging naar de weduwe van Laurent

Anderlecht had een ijzersterke thuisreputatie maar kon op verplaatsing bijna nooit winnen van Europese tegenstanders. In 1966 werd Sinibaldi vervangen door toenmalig Beerschot-trainer András Béres. Hij trok de lijn door en veroverde met Anderlecht een vierde titel op rij. De club benaderde zo het record van Union Sint-Gillis. Het volgende seizoen werd hij echter ontslagen en vervangen door hulptrainer Deraeymaeker. Hij werd eveneens kampioen met Anderlecht en brak zo het meer dan 60 jaar oude record van Union.

#### Eerste Europese finale RSC Anderlecht
In 1968 haalde Anderlecht de Roemeen Norberto Höfling aan boord. Paars-wit zette hem na enkele maanden aan de deur en haalde Pierre Sinibaldi, de architect van het Anderlecht van de jaren 60, terug naar het Emile Verséstadion.
Sinibaldi kon in de competitie zijn grote successen niet meer evenaren. De club werd in eigen land voorbijgestreefd door Standard, dat onder leiding van middenvelder Wilfried Van Moer drie keer op rij de titel veroverde. In Europa slaagde hij er nochtans wel in om te schitteren. Sinibaldi loodste Anderlecht in de Jaarbeursstedenbeker van het seizoen 1969/70 voorbij Internazionale en Newcastle United. De ploeg van Sinibaldi haalde zelfs voor het eerst een Europese finale, die toen nog over twee wedstrijden verdeeld werd. Anderlecht won thuis overtuigend met 3-1 van Arsenal, maar ging in Engeland met 3-0 onderuit.

### 1970 - 1980

#### Overname Constant Vanden Stock
Een jaar na de verloren finale nam oud-speler Constant Vanden Stock de functie van voorzitter over van Albert Roosens. Vanden Stock was op dat ogenblik de eigenaar van brouwerij Belle-Vue. Hij had in het voetbalmilieu ervaring opgedaan als selectieheer van de nationale ploeg en als bestuurder van Club Brugge. Hij was vastbesloten om van Anderlecht een Europese topclub te maken. Hij nam de Nederlandse aanvaller Rob Rensenbrink vanuit Brugge mee en zette Sinibaldi aan de deur. Vanden Stock wilde afstappen van het inmiddels achterhaalde 4-2-4-systeem, maar dat zag de Corsicaan niet zitten.
Daarom werd de ambitieuze Duitser Georg Kessler als zijn vervanger aangetrokken. Kessler was de gewezen bondscoach van Oranje en stond erom bekend erg gedisciplineerd te zijn. Kessler zou later, tussen half 1978 en half 1982 coach zijn van het toen zo succesvolle AZ'67 uit Alkmaar. Hij matte de ploeg van Anderlecht op trainingen regelmatig af, maar veroverde in zijn eerste seizoen 1971/72 wel de Dubbel. Jan Mulder vond de aanpak maar niets en verhuisde in juni 1972 naar Ajax. Toen ook andere spelers de methodes van de Duitser in vraag begonnen te stellen, werd Kessler ontslagen.
De club veranderde onder Constant Vanden Stock volledig. Bijna alle spelers die in de jaren 60 tot de top behoorden, waren zo goed als verdwenen. Enkel Paul Van Himst bleef ook begin jaren 70 in Anderlecht. Het nieuwe team bestond in die periode uit heel wat jonge spelers als Rensenbrink, Gilbert Van Binst, Ludo Coeck, Hugo Broos en François Van der Elst.

#### Europese top
Midden jaren 70 ging RSC Anderlecht op zoek naar de aansluiting bij de Europese top. Urbain Braems werd met Anderlecht kampioen in 1974 en bereikte een jaar later de kwartfinale van de Europacup I. Dat resultaat verdween volledig in de schaduw van wat zijn excentrieke opvolger, de Nederlander Hans Croon, een seizoen later presteerde. De erg bijgelovige Croon loodste Anderlecht in de Finale van Europacup II in 1976 voor het eerst sinds 1970. Een zenuwachtig Anderlecht kwam in de finale 0-1 achter tegen West Ham United, maar won uiteindelijk na twee doelpunten van zowel Rensenbrink als Van der Elst met 4-2.
De eerste Europese trofee was een feit, maar toch was Anderlecht de Nederlandse coach liever kwijt dan rijk. Croon vertrok en werd vervangen door Raymond Goethals, die Vanden Stock nog kende van bij de nationale ploeg. Goethals zette met Anderlecht alles op Europa. De club moest in die dagen in de nationale competitie zijn meerdere erkennen in het Club Brugge van succescoach Ernst Happel, maar kon zich in Europa wel meten met de besten. Anderlecht won op 30 augustus 1976 de UEFA Super Cup door thuis met 4-1 te winnen van het Bayern München van Franz Beckenbauer en Karl-Heinz Rummenigge. Het bereikte later dat seizoen ook opnieuw de finale van de Europacup II. Maar ditmaal moest paars-wit het onderspit delven tegen het Hamburger SV van Manfred Kaltz, Felix Magath en Arno Steffenhagen.

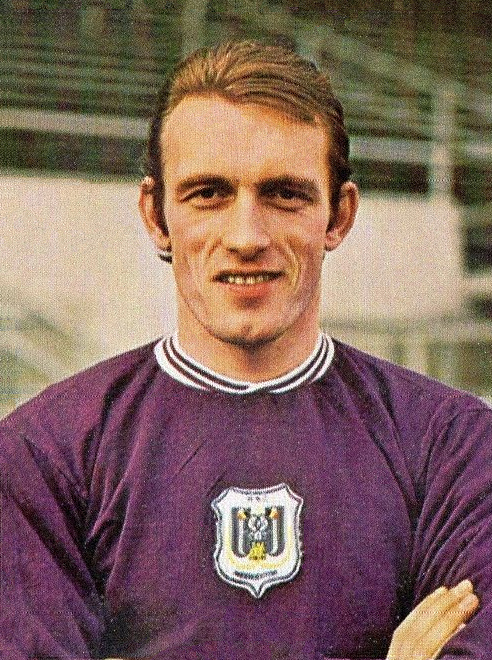
Club-icoon Paul Van Himst speelde van 1959 tot 1974 voor Anderlecht. Later werd hij ook coach van paars-wit.

De inbreng van Nederlanders als Rob Rensenbrink, Arie Haan, Jan Ruiter en Peter Ressel. Haan was op het veld een natuurlijke leider, terwijl Rensenbrink, die in 1976 de Gouden Schoen in ontvangst mocht nemen, met zijn flitsen een wedstrijd kon bepalen. De twee loodsten Anderlecht in 1978 naar een derde Europese finale op rij. RSC Anderlecht stond in het Parc des Princes tegenover het Oostenrijkse Austria Wien, dat Herbert Prohaska en Felix Gasselich in de ploeg had, en won met maar liefst 4-0. Enkele maanden later mocht paars-wit opnieuw opdraven in de UEFA Super Cup 1978. Liverpool FC, dat enkele maanden voordien in de finale van de Europacup I Club Brugge had uitgeschakeld, ging in Anderlecht met 3-1 onderuit en kon in eigen huis de schade niet herstellen. Anderlecht veroverde zo zijn vierde Europese trofee in drie jaar tijd.

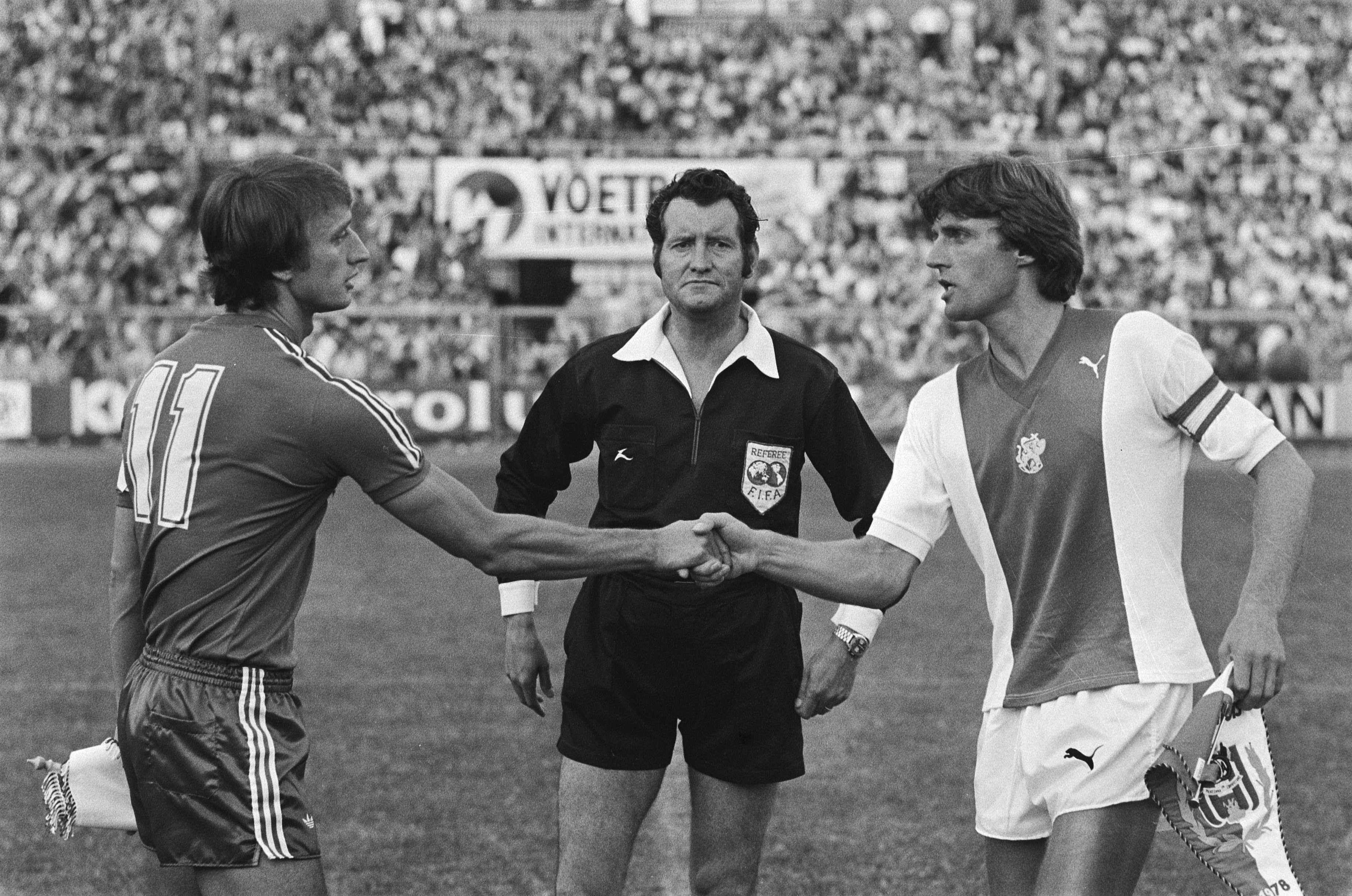
20-8-1978: Amsterdam-703-toernooi: finale Ajax Amsterdam-Anderlecht. 2 Amsterdammers: links Anderlecht-aanvoerder Rensenbrink, rechts Ajax-aanvoerder Krol.

### 1980 - 1995

#### Vernieuwing en uitbreiding
Vanaf 1980 bouwde de club aan een nieuwe ploeg die het succes van de jaren 70 moest evenaren. Om te beginnen haalde Constant Vanden Stock RWDM-manager Michel Verschueren naar het Astridpark. Verschueren, die in de jaren 60 nog als conditietrainer bij Anderlecht had gewerkt, zorgde voor meer professionalisme binnen de club. Onder zijn impuls werd het Emile Verséstadion begin jaren 80 gerenoveerd en uitgebreid. Het Constant Vanden Stockstadion, zoals het voortaan heette, beschikte over business seats en loges en was gebaseerd op moderne, Amerikaanse stadions. Een unicum op het Europese vasteland. Het deels vernieuwde stadion werd ingehuldigd met een galamatch tegen het FC Barcelona van Diego Maradona.
Op sportief vlak haalde Anderlecht Tomislav Ivić aan boord. De Kroaat was een meester-tacticus en hield er niet van als spelers niet in het gareel liepen. Hij zag hoe Rensenbrink, Van Binst, Van der Elst en Nico de Bree, spelers die symbool stonden voor de successen van de jaren 70, andere oorden opzochten. Het was een aderlating die Verschueren opving door de komst van libero Morten Olsen, Henrik Andersen en Juan Lozano. Paars-wit werd in zijn eerste seizoen onder Ivić meteen kampioen en mocht een jaar later voor het eerst sinds 1975 nog eens deelnemen aan de Europacup I.

#### Laatste Europese trofee
Onder leiding van Ivić kon Anderlecht in 1982 doorstoten tot de halve finale van de Europacup I. Daarin verloor het nipt van Aston Villa, de latere winnaar van Europacup I. Het was een van de grootste sportieve ontgoochelingen van Constant Vanden Stock. In eigen land ging de landstitel dat seizoen naar Standard, waar oud-trainer Raymond Goethals en oud-speler Arie Haan toen het mooie weer maakten. Het bestuur haalde vervolgens het spitsenduo van de nationale ploeg en een reeks Scandinavische talenten naar het Constant Vanden Stockstadion: Erwin Vandenbergh, Alex Czerniatynski, Kenneth Brylle, Arnór Guðjohnsen, Frank Arnesen en Per Frimann. Maar ook na hun komst raakte Anderlecht niet voorbij Standard. De club ontsloeg Ivić en stelde Paul Van Himst als zijn opvolger aan. Clubicoon Van Himst gaf de spelersgroep meer ruimte en vrijheid en dat leverde meteen resultaat op. Terwijl Standard met de titel ging lopen, plaatste Anderlecht zich voor de finale van de UEFA Cup. Anderlecht haalde het in twee wedstrijden tegen het Portugese Benfica, onder meer dankzij een doelpunt van de geniale Juan Lozano.
Van Himst, die als speler nooit een Europese trofee had veroverd, leek als coach op weg om er twee op rij in de wacht te slepen. Een jaar na de zege tegen Benfica stond Anderlecht opnieuw in de finale van de UEFA Cup. Anderlecht had in de halve finale Nottingham Forest uitgeschakeld (de terugwedstrijd bleek later omgekocht te zijn door Constant Vanden Stock in de omkoopzaak Anderlecht-Nottingham Forest) en stond een ronde later tegenover het eveneens Engelse Tottenham Hotspur. Van Himst zag een tweede UEFA Cup uiteindelijk na strafschoppen aan zijn neus voorbijgaan. In het seizoen 1985/1986 bereikte Anderlecht opnieuw de halve finale van de Europacup I. Paars-wit verloor de terugwedstrijd in en tegen Steaua Boekarest waardoor het een droomfinale tegen FC Barcelona misliep

#### Terugval en nieuwe concurrent
Eind jaren 80 kende het Belgische voetbal een terugval. Het omkoopschandaal Standard-Waterschei had heel wat zwartgeldcircuits aan het licht gebracht. Verscheidene clubs, waaronder Anderlecht, verkeerden in die periode dan ook in financiële moeilijkheden. Bovendien had paars-wit enkele jaren eerder nog zwaar geïnvesteerd in een nieuw stadion. Heel wat belangrijke spelers werden voor grote bedragen verkocht, met een sportieve terugval als gevolg.
Trainer Arie Haan vroeg in 1987 na het vertrek van Juan Lozano, Frank Vercauteren en Enzo Scifo begrijpelijk om grote versterking. Maar het bestuur ging niet in op zijn vraag. Haan werd aan de deur gezet en vervangen door de onervaren Georges Leekens, die het team ook niet op de rails kreeg. De ploeg bestond toen uit onder anderen Georges Grün, Stephen Keshi, Adri van Tiggelen en de nog jonge Luc Nilis. Terwijl Anderlecht zijn draai moeilijk vond, moest het de concurrentie aangaan met het opkomende KV Mechelen van toenmalig voorzitter John Cordier. KV Mechelen won in die periode de titel, de Beker van België, de Europacup II en de UEFA Super Cup. Daar kon zelfs de terugkeer van Raymond Goethals eind jaren 80 niets aan veranderen. Ook de belangrijke investeringen in de verdere renovatie van het stadion zorgden mee voor de sportieve terugval.

#### Opvallend transferbeleid
Een aantal talentvolle spelers werden aangetrokken of heropgevist (Milan Jankovic, Luis Oliveira en Charly Musonda), maar voorzitter Vanden Stock duldde het succes van KV Mechelen niet langer. Hij tastte diep in de geldbuidel en ging de concurrentie aan met Cordier, de rijke mecenas van Mechelen. Ook de nieuwe inkomsten uit de verhuur van de nieuwe loges en business-seats zorgden voor een financiële boost ten opzichte van de concurrentie. Constant Vanden Stock kocht Marc Degryse voor 90 miljoen BEF (zo'n €2,25 miljoen) bij Club Brugge, Danny Boffin bij FC Luik, Marc Van Der Linden bij Antwerp FC, Michel De Wolf bij KV Kortrijk, en haalde bij KV Mechelen de Nederlandse trainer Aad de Mos weg. 

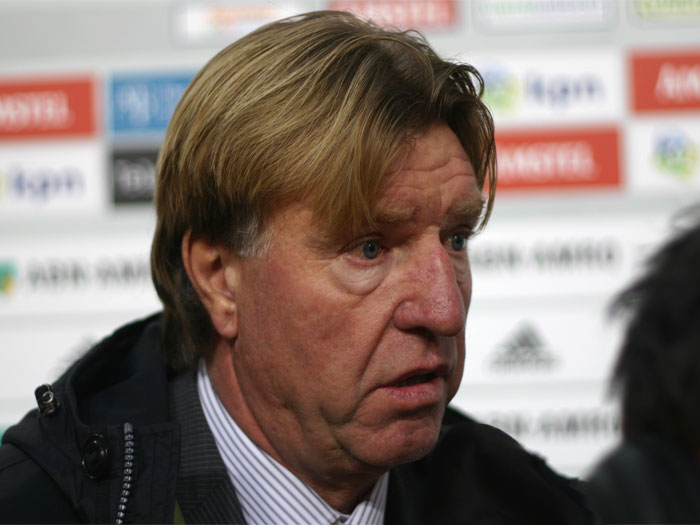
Aad de Mos behaalde als coach van Anderlecht in 1990 de finale van Europacup II. Het is tot heden de laatste Europese finale uit de geschiedenis van de club.

Later maakten spelers als Bruno Versavel, Marc Emmers en Philippe Albert dezelfde overstap. Anderlecht zou opnieuw de macht grijpen. De Mos leidde Anderlecht in 1990 opnieuw naar de finale van de UEFA Cup nadat het eerder onder meer Dinamo Boekarest en het FC Barcelona van trainer Johan Cruijff had uitgeschakeld. In de finale verloor het na verlengingen met 2-0 van het Italiaanse Sampdoria. Een jaar later speelde paars-wit kampioen, maar werd het reeds duidelijk dat de dagen van De Mos bij Anderlecht geteld waren. Een seizoen na de titelviering mocht hij vertrekken en werd hij opgevolgd door Luka Peruzović

#### De Boskampjaren
Het behalen van de UEFA Cup-finale in 1990 betekende niet alleen het einde van de jaren 80, maar ook het einde van een periode waarin Anderlecht zich kon meten met de Europese top. Enkele maanden na het opstappen van De Mos en het vroegtijdig ontslag van Luka Peruzović nam Johan Boskamp het roer over. Hij veroverde met Anderlecht meteen de titel, en won een jaar later voor het eerst sinds 1974 nog eens de Dubbel. Het paars-wit van Boskamp, dat bestond uit namen als Marc Degryse, Luc Nilis, Pär Zetterberg, Celestine Babayaro, John Bosman, Bruno Versavel, Philippe Albert en Filip De Wilde, domineerde de Belgische competitie met aanvallend voetbal, maar eindigde laatste in de 2de editie van de UEFA Champions League na o.a. twee gelijke spelen tegen het grote AC Milan, een thuisoverwinning tegen FC Porto en een zeer pijnlijk verlies in en tegen Werder Bremen na 0-3 te hebben voorgestaan. Een Europese halve-finale zat er dus niet in. Na drie titels op rij en het vertrek van een aantal sterkhouders hield "Bossie" het in 1995 voor bekeken.

### 1995 - 2018
Na het vertrek van trainer Boskamp en de klasbakken Nilis, Degryse en Albert begon Anderlecht aan een nieuw tijdperk. De Duitse trainer Herbert Neumann werd aangenomen, maar dat bleek geen verstandige keuze. De Duitser raakte met de club niet door de voorrondes van de Champions League en werd in augustus 1995 al ontslagen. De toen 74-jarige Goethals keerde nog een laatste keer terug om Anderlecht tijdelijk uit de nood te helpen. Na een week haalde Vanden Stock vervolgens Boskamp terug. De Nederlander bleef uiteindelijk tot 1997 bij paars-wit. Hij kon het succes van de jaren voordien niet meer evenaren, maar het was wel zijn verdienste dat enkele getalenteerde jongeren onder hem zijn doorgebroken. Nordin Jbari, Alin Stoica, Walter Baseggio en Azubike Oliseh zijn de bekendste voorbeelden.
De sportieve malaise ging gepaard met een verandering in de bestuurskamer. Constant Vanden Stock zette een stap opzij en gaf het voorzitterschap door aan zijn zoon Roger Vanden Stock. De kersverse voorzitter kreeg het meteen hard te verduren. In 1997, een jaar na zijn aanstelling, kwam immers een omkoopschandaal uit de jaren 80 aan het licht. Anderlecht had in 1984 een scheidsrechter 1 miljoen BEF geleend. Het ging om scheidsrechter Emilio Guruceta Muro, de Spanjaard die in 1984 de halve finale van de UEFA Cup tussen Anderlecht en Nottingham Forest had geleid. De afpersers Jean Elst en René Van Aeken waren dit te weten gekomen en hadden Constant Vanden Stock jaren gechanteerd. In tegenstelling tot zijn vader weigerde opvolger Roger Vanden Stock zwijggeld te betalen, waarna het schandaal aan het licht kwam. Hoofdsponsor Generale Bank dreigde af te haken en er volgde een heleboel rechtszaken. Van de UEFA mocht Anderlecht één jaar niet deelnemen aan een Europees toernooi, een straf die later ongedaan werd gemaakt wegens procedurefouten en verjaring door het TAS Hof van Arbitrage voor Sport.

#### Uit het dal
De crisis in de bestuurskamer zorgde ervoor dat Anderlecht op sportief vlak een dieptepunt kende. De club wisselde voortdurend van trainer. Oud-speler René Vandereycken werd als coach aangesteld, maar diens tactische aanpak bleek niet de goede te zijn. Anderlecht begon het seizoen met een pijnlijke 0-2 nederlaag in de derby tegen RWDM. Vandereycken mocht na enkele maanden zijn koffers pakken en werd in afwachting van een nieuwe coach vervangen door hulptrainer Jean Dockx. Uiteindelijk haalde de club Arie Haan terug, maar ook de Nederlander kon niet voor een ommekeer zorgen. Hij werd een seizoen later aan de deur gezet, op een ogenblik dat Anderlecht op de allerlaatste plaats stond in de competitie.
De club besloot in september 1998 om opnieuw de ingetogen Jean Dockx als vervanger aan te duiden. Hij kreeg Frank Vercauteren als zijn assistent. Het trainersduo loodste Anderlecht van de laatste naar de derde plaats en dwong zo in extremis nog een Europees ticket af. Hoogtepunt was de 0-6 zege tegen Standard, op drie speeldagen van het einde. Na afloop werd Dockx benoemd tot technisch directeur, een functie die hij vervulde tot zijn overlijden in 2002.

#### De Anthuenisjaren
In de zomer van 1999 haalde Anderlecht Aimé Anthuenis naar het Constant Vanden Stockstadion. Antheunis had net de titel gewonnen met KRC Genk, een prestatie die niet onopgemerkt was gebleven. Hij moest nu met Anderlecht hetzelfde doen. De spelersgroep werd enorm afgeslankt, en er waren amper nieuwkomers. Toch creëerde hij in geen tijd een sterk team, met op het middenveld Walter Baseggio, Pär Zetterberg, Enzo Scifo en Alin Stoica, in de aanval het opvallende duo Jan Koller en Tomasz Radzinski, en in de verdediging de ervaren Lorenzo Staelens. Het pakte in 2000 de titel met acht punten voorsprong op Club Brugge.
Anthuenis deed een seizoen later zelfs nog beter, ondanks het vertrek van Scifo, Zetterberg en Staelens (die laatste wel pas tijdens het seizoen, na verschillende doelpunten te hebben gemaakt). De nieuwkomers op het middenveld waren Yves Vanderhaeghe en Besnik Hasi. In de competitie stond er geen maat op Anderlecht, de club werd voor de tweede keer op rij overtuigend kampioen. Maar het opvallendste resultaat kwam uit de Champions League. Anderlecht schakelde in de voorrondes FC Porto uit, en versloeg in de eerste groepsfase van het toernooi Manchester United, PSV en Dinamo Kiev. In de tweede groepsfase schoot Anderlecht net tekort, hoewel het thuis won van Real Madrid en Lazio Roma.
Na de succesvolle Europese campagne trokken heel wat spelers naar het buitenland. Anthuenis kon met een vernieuwd elftal geen derde titel op rij winnen en ruilde zijn functie als coach in 2002 in voor die van bondscoach.

#### Nieuw tijdperk
Oud-speler Hugo Broos werd in 2002 de nieuwe trainer. In zijn eerste seizoen werd Anderlecht nog vicekampioen, een jaar later veroverde het zijn 27e landstitel. Broos combineerde de ervarenheid van de teruggekeerde Zetterberg, Yves Vanderhaeghe en Glen De Boeck met de jeugdigheid van spelers als Olivier Deschacht, Vincent Kompany, Anthony Vanden Borre en Jonathan Legear. Er vond in die periode een duidelijke verjonging en vernieuwing plaats binnen de club. In 2003 trad Herman Van Holsbeeck in de voetsporen van zijn voorganger Michel Verschueren.

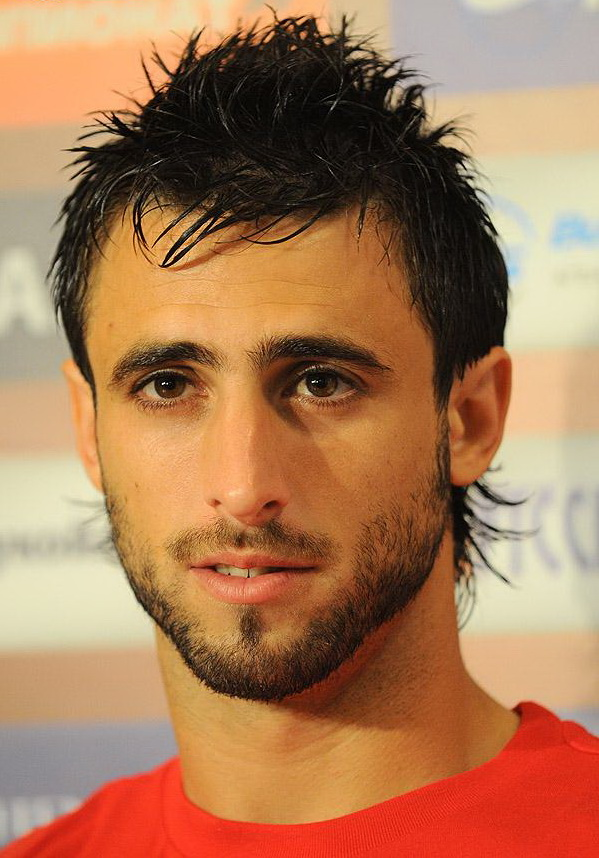
Nicolas Pareja was een van de vele Argentijnse spelers die vanaf 2006 naar Anderlecht verhuisden.

De club zette Broos begin 2005 aan de deur. Frank Vercauteren volgde hem op en greep met Anderlecht net naast de titel. Uitstel, zo bleek later, want paars-wit werd de twee volgende jaren telkens kampioen. De ploeg werd versterkt met een aantal gerichte aankopen. Spelers als Nicolás Pareja, Mbark Boussoufa, Ahmed Hassan en Jelle Van Damme vervoegden de recordkampioen. De club, die vanaf dan steeds vaker een beroep begon te doen op Argentijnse spelers, leek klaar om een 30e landstitel te veroveren. Maar Vercauteren werd in de loop van het seizoen ontslagen, hetgeen voor een breuk zorgde tussen hem en de club. Zijn assistent Ariël Jacobs, met wie hij geen goede band had, nam zijn taken over.

#### Rivaliteit met Standard

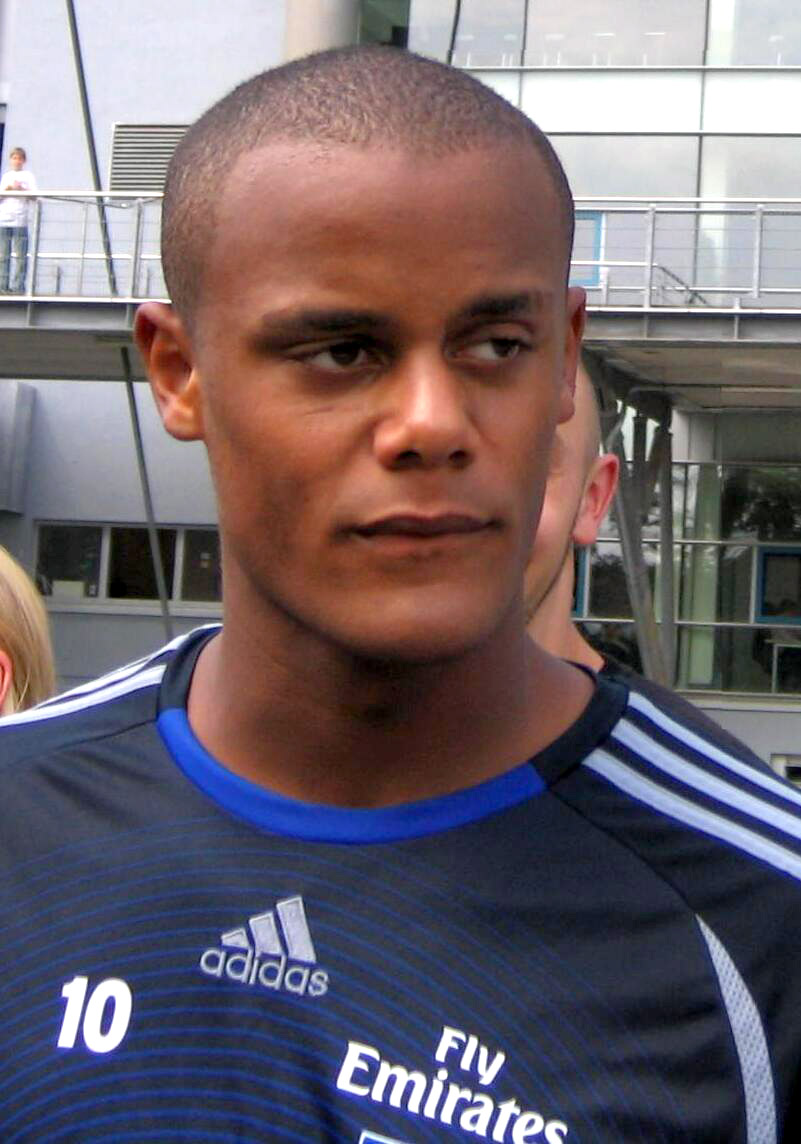
Vincent Kompany speelde bij de jeugd van Anderlecht en brak op 17-jarige leeftijd door in het eerste elftal.

Onder Jacobs eindigde Anderlecht in 2007/08, het seizoen van het 100-jarig bestaan van de club, net achter Standard Luik. Dat zorgde zoals altijd voor de nodige rivaliteit tussen beide clubs. Dit alles bereikte een jaar later een eerste, dramatisch dieptepunt. Anderlecht eindigde na de reguliere competitie op de eerste plaats, met evenveel punten als Standard. De twee clubs speelden twee geladen testwedstrijden die ontsierd werden door zware overtredingen. Standard won een tweede titel op rij dankzij onder anderen oud-Anderlechtspeler Dieumerci Mbokani, maar Anderlecht behield toch het vertrouwen in Jacobs. In de tweede testwedstrijd mocht de piepjonge Romelu Lukaku na 65 minuten debuteren op het hoogste niveau.
Een jaar later stonden de twee clubs in de competitie opnieuw tegenover mekaar. In die wedstrijd brak rechtsachter Marcin Wasilewski zijn been na een trap van Axel Witsel, die nadien geschorst werd. De beenbreuk stond symbool voor de extreme rivaliteit tussen Standard en Anderlecht, dat het seizoen uiteindelijk afsloot met een 30e landstitel.
De rivaliteit werd echter nog groter toen Anderlecht in het seizoen 2011/12 oud-Standardspeler Milan Jovanovic naar het Astridpark lokte en Dieumerci Mbokani ging terughalen bij AS Monaco. De ploeg van Ariël Jacobs werd dat jaar voor de 31ste keer landskampioen. De cyclus van Ariël Jacobs was voorbij en zijn contract werd niet verlengd.

#### Jonge trainers & Jonge 'Ketjes'
RSC Anderlecht gaf in het seizoen 2012/13 de kans aan de nog jonge Nederlandse trainer John van den Brom. Zijn eerste belangrijke wapenfeit was de kwalificatie voor de groepsfase van de UEFA Champions League 2012/13, waarin het 5 punten in zijn poule behaalde. RSC Anderlecht eindigde de play-offs als eerste en werd voor de 32ste keer landskampioen. De nog jonge Dennis Praet, de Senegalees Cheikhou Kouyaté, Guillaume Gillet en Lucas Biglia maakten deel uit van de kampioenenploeg.
Het daaropvolgende seizoen verliep veel moeizamer voor John van den Brom. De ploeg eindigde laatste van zijn poule in de groepsfase van de UEFA Champions League met slechts 1 punt. Anderlecht eindigde als 3de in de reguliere competitie vooraleer het aan de play-offs moest beginnen. John van den Brom was toen al vervangen door zijn assistent Besnik Hasi. In de play-offs realiseerde Anderlecht een quasi foutloos parcours waardoor RSC Anderlecht nog als eerste eindigde in de play-offs 1 en zich dus voor de 33ste keer tot landskampioen mocht kronen. Chancel Mbemba, Aleksandar Mitrović, Massimo Bruno en de 16-jarige Youri Tielemans waren de nieuwe namen die dat seizoen doorbraken.
De seizoenen 2014/15 & 2015/16 waren sportief geen hoogvliegers. In het seizoen 2016/17 werd er opnieuw gekozen voor een jonge trainer. De Zwitser René Weiler werd aangesteld als nieuwe trainer. Hij kwam over van het Duitse FC Nürnberg. Onder impuls van de eigen jeugdspelers Leander Dendoncker en Youri Tielemans en de topscorer Łukasz Teodorczyk eindigde Anderlecht als eerste in de reguliere competitie. In de UEFA Europa League 2016/17 bereikte het de kwartfinales en werd het nipt uitgeschakeld door het Manchester United van José Mourinho. Enkele weken later mocht RSC Anderlecht zijn 34ste landstitel vieren op het veld van Royale Sporting du Pays de Charleroi. Op 18 september 2017 is Weiler gestopt als trainer bij de club.
Als opvolger van de Zwitser werd geopteerd voor Hein Vanhaezebrouck, die tot voor kort de oefenmeester van AA Gent was. De laatste wintertransferperiode onder Herman Van Holsbeeck en Roger Vanden Stock liep door onder andere de overnameperikkelen niet van een leien dakje.

### 2018 - heden

#### Overname Marc Coucke & terugkeer Kompany
Op 20 december 2017 werd bekendgemaakt dat ondernemer en miljardair Marc Coucke RSC Anderlecht zal overnemen. Hij zal vanaf 28 maart 2018 voorzitter en hoofdaandeelhouder zijn. Coucke bezit samen met Joris Ide zo'n 74% van de aandelen. De overige 26% blijven bij een aantal van de vorige aandeelhouders.
Om alles volgens het bondsreglement te laten verlopen moest hij eerst zijn participatie in KV Oostende verkopen. Op vrijdag 9 februari 2018 werd bekend dat de verzekeraar Peter Callant de kustploeg overneemt. Marc Coucke behoudt echter een belang van 9% van de aandelen. Hierdoor kan de overname zonder problemen afgerond worden.
Midden 2019 zorgde Coucke voor een stunt van formaat met Vincent Kompany binnen te halen als speler-trainer. De combinatie van die twee functies bleek niet ideaal waarop Frank Vercauteren werd aangetrokken als hoofdtrainer. Na een zoveelste langdurige blessure stopte Kompany in augustus 2020 als speler en werd hoofdtrainer van Anderlecht nadat Vercauteren werd ontslagen.
Op 14 januari 2020 kondigde Marc Coucke een nieuwe verandering aan binnen het bestuur van Anderlecht. Karel Van Eetvelt werd voorgesteld als nieuwe CEO die de dagelijkse leiding ging overnemen. Wouter Vandenhaute ging als adviseur van de club aan de slag. Ten slotte werd de Raad van Bestuur versterkt door Patrick Lefevere die samen met Brussels burgemeester Philippe Close als onafhankelijk bestuurder gingen functioneren. Van Eetvelt en Vandenhaute ontwikkelden samen een herstelplan, werkten aan de interne structuur en zetten ook een nieuw sportief kader neer. In februari 2020 haalde Anderlecht bij KAA Gent sportief manager Peter Verbeke weg om de scouting en rekrutering van spelers in goede banen te leiden als "Head of Sports" in samenwerking met Michael Verschueren die "CFO Sports" werd.  Echter een aantal maanden later vertrok Verschueren uit het management en werd weer bestuurder in de club. Verbeke kreeg dan de volledige verantwoordelijkheid over de sportieve cel als sportief directeur.
Op 28 mei 2020 werd bekend dat Wouter Vandenhaute de nieuwe voorzitter zou worden. Marc Coucke bleef echter hoofdaandeelhouder en eigenaar van de club. Het duurde nog tot januari 2021 eer Vandenhaute officieel voorzitter werd omdat hij eerst nog zijn aandelen in spelersagenschap "Let's Play" moest verkopen wegens belangenconflicten. Jos Donvil nam op 1 april 2021 de fakkel over van Van Eetvelt als CEO. Eind oktober 2021 nam Donvil reeds ontslag wegens de stroeve samenwerking met Vandenhaute en Verbeke.
Eind april 2021 kwam de aandeelhouders tot een akkoord om een kapitaalsverhoging uit te voeren. Eind december 2021 werd een hertekend plan van die kapitaalinjectie uitgevoerd. Coucke schold 51 miljoen euro schuld van de club aan hemzelf kwijt via een omzetting van 18 miljoen euro schuld in kapitaal. En de resterende 33 miljoen euro kreeg een uitstel van terugbetaling. Deze actie maakte RSC Anderlecht bijna schuldenvrij met enkel een banklening van minder dan 10 miljoen euro dat nog op de balans stond. Daarnaast kreeg de club 42 miljoen euro vers geld. 24 miljoen euro kwam van RSCA-voorzitter Wouter Vandenhaute en Geert Duyck via hun vennootschap Mauvavie (letterlijk: Paars voor het leven). De resterende 18 miljoen werden ingebracht door Coucke en zijn zakenpartner Joris Ide (11 miljoen euro), Steven Buyse (de CEO van het Brusselse CVC-kantoor, 5 miljoen euro) en CVC-vennoot Michaël Lavrysen (2 miljoen euro). B-aandeelhouders Michael Verschueren en Johan Beerlandt verkochten hun aandelen aan Coucke. In het dagelijks bestuur werd sportief directeur Peter Verbeke gepromoveerd tot CEO.

#### Vertrek Kompany - begin tijdperk Riemer
Voor het voetbalseizoen van 2022-23 maakte Anderlecht en Kompany in onderling overleg een einde aan de samenwerking. Kompany verkaste naar Burnley FC en werd vervangen door Felice Mazzù die overkwam van Union Sint-Gillis, dat het seizoen ervoor knap de tweede plaats had behaald als promovendus. Veel supporters hadden vragen bij het vertrek van Kompany, die het seizoen ervoor de derde plaats had behaald en de finale van de beker van België. De trainerswissel was uiteindelijk geen succes en Anderlecht stond eind oktober met 16 punten op een historische twaalfde plaats in het klassement. Supporters maakten in de uitmatch tegen hun rivaal Standard Luik hun ongenoegen kenbaar. Tijdens minuut 56 stond Anderlecht op een 3-1-achterstand toen 'supporters' vuurpijlen op het veld begonnen te gooien, waardoor de match stil werd gelegd. Niet veel later werd er een poging gedaan de match te hervatten, maar tevergeefs floot scheidsrechter Van Driessche de match tot een einde omdat er opnieuw vuurpijlen op het veld werden gegooid. Op 24 oktober 2022, de dag nadien, sprak voorzitter Vandehoute de pers toe en liet hij weten dat Mazzu ontslagen was. Robin Veldman, die actief was als coach bij RSCA Futures, nam de fakkel over als tijdelijke interim-coach.
Mede door de slechte resultaten en het lang uitblijven van Peter Verbeke door een virale infectie, was Anderlecht ook actief in het management. Zo werd er midden november 2022 een nieuwe sportief directeur voorgesteld namelijk de Deen Jesper Fredberg die overkwam van Viborg FF. Twee weken later op 1 december 2022 stelde Anderlecht hun nieuwe coach voor, Deen Brian Riemer kwam over van Brentford FC waar hij assistent coach was onder begeleiding van Thomas Frank. Veldman bleef aanboord bij de aanstelling van Riemer en kreeg de positie van assistent coach.
Januari 2023 bleef een woelige maand voor Anderlecht. Eind december werden ze uit de beker geschakeld door competitieleider Genk en midden januari stonden ze op de twaalfde plaats. Ook waren er vollop geruchten over jeugdtalenten die de club zouden verlaten, Duranville, Stassin en Sadiki werden vollop gelinkt aan clubs in het buitenland. Er was de nodige commotie rond Kindermans die al jaren de trouwe gediende was voor de jeugd op Neerpede die de club zou verlaten door het niet te verlengen van zijn contract. Dit zorgde allemaal voor meer wrevel tussen de supporters en er was een hevige groep die Vandenhaute niet meer als voorzitter van de club wilde hebben. Uiteindelijk zette Vandenhaute midden januari door de druk van de supporters toch een positie opzij en werd hij 'niet uitvoerend voorzitter' van de club, Kenneth Bornauw en Jesper Fredberg namen zijn rol over.
Anderlecht stelde niet veel later zijn eerste transfer voor de Deen Anders Dreyer tekende bij de club voor 4 seizoenen, dit was tevens ook de eerste transfer onder leiding van Fredberg. Drie dagen nadien deed Anouar Ait El Hadj de omgekeerde richting en verliet de club voor Genk. Ook een van de opkomende talenten Julien Duranville werd verkocht voor 8,5 miljoen euro aan Borussia Dortmund, aan de inkomende zijnde deed Anderlecht nog één transfer. De Algerijn Islam Slimani kwam transfervrij over en tekende tot eind het seizoen voor de club.
Na het sluiten van de winter transferperiode 2023 ging het voor Anderlecht geleidelijk aan in stijgende lijn. Midden maart stonden ze op een negende plaats en hadden ze ook maar 1 keer verloren. Op het Europese toneel deed de club opnieuw aanzien aan, het verloor de heenwedstrijd tegen het Bulgaarse PFK Loedogorets maar won de terugwedstrijd en ging uiteindelijk door na de verlengingen in de penaltyreeks. Anderlecht lootte in de volgende ronde het geduchte Spaanse Villarreal CF. In het Lotto Park kwamen ze niet verder dan een 1-1 maar in Spanje wonnen ze knap de wedstrijd met 0-1, een goal van Slimani. Daarmee plaatsten ze zich voor de kwartfinales van de Conference League.
In die kwartfinales kwam Anderlecht uit tegen het Nederlandse AZ Alkmaar. Thuis wonen ze de wedstrijd met 2-0 maar uit verloren ze met 2-0 om uiteindelijk uitgeschakeld te worden in verlengingen met penalty's. Iets later verloren ze ook de laatste wedstrijden tegen Genk en Mechelen waardoor Anderlecht op een 11e plaats eindigde in de competitie. Zo deed de club voor het eerst niet mee aan de play-offs en was dit het laagste resultaat sinds 1937.

#### Tijdperk Riemer  2022 – 2024

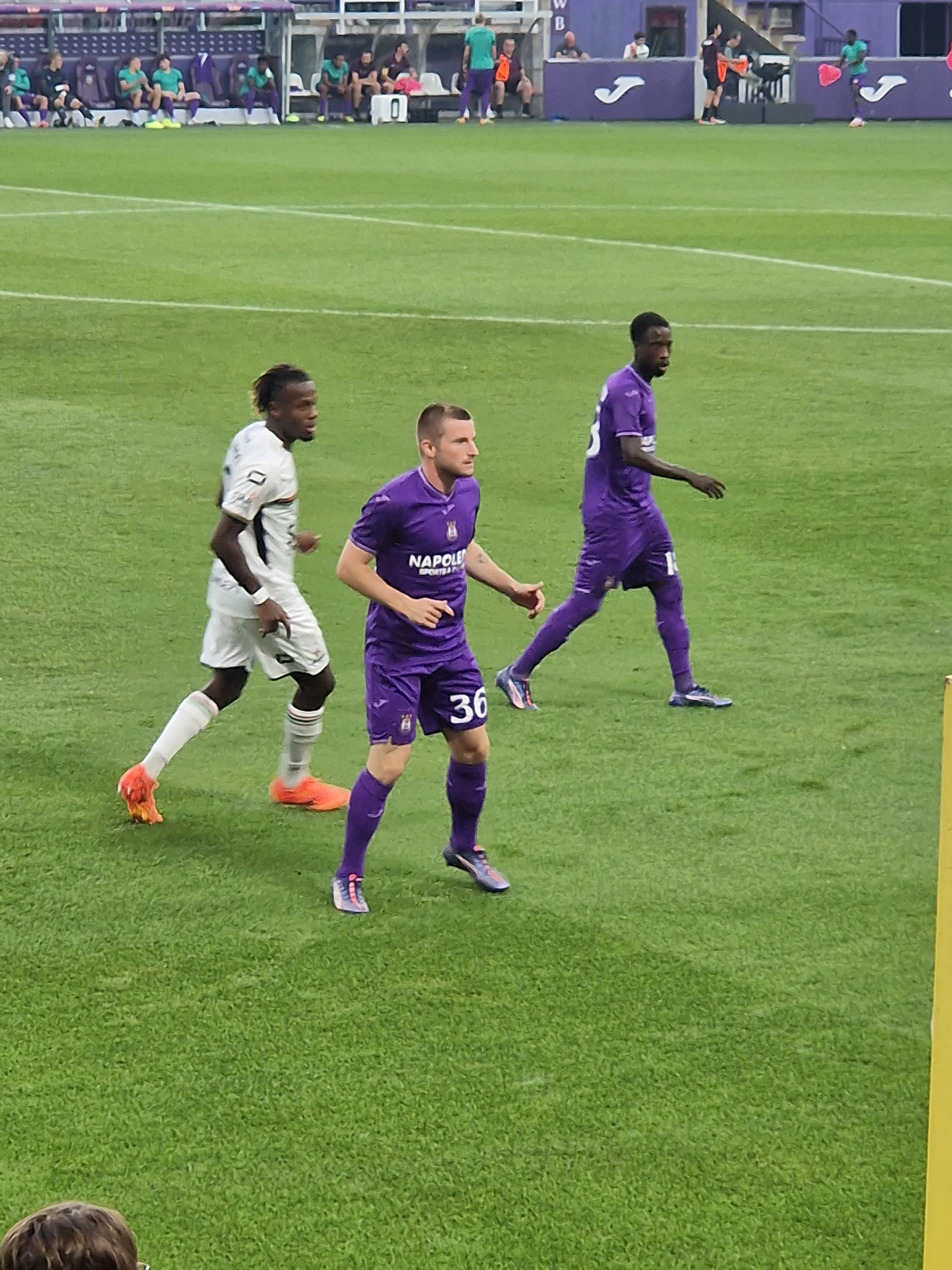
Anders Dreyer spelend voor Anderlecht in 2024.

Door de elfde plaats in de reguliere competitie het jaar daarvoor speelde Anderlecht het seizoen 2023/24 opnieuw geen Europees voetbal. Toch wist de club in de transferperiode van de zomer enkele subtoppers met naam te overtuigen. Onder meer Thorgan Hazard, Kasper Schmeichel, Thomas Delaney en Kasper Dolberg werden binnengehaald al dan niet op huurbasis.
Het seizoen van Anderlecht begon goed, maar niet met overtuigend voetbal. De wedstrijden werden wel gewonnen, maar niet met de grote glans, ook werd er terug niet gewonnen tegen 'grotere' clubs in de competitie. Ondanks de betere positie in het klassement dan vorig jaar, werd het voetbal dat Riemer bracht door een deel van de fans in twijfel getrokken. De wedstrijden in de eerste helft van het seizoen waren zeer wisselvallig waardoor de club nood had aan een referentie match.
In de tweede seizoenshelft bleef het spel gelijk, maar de punten kwamen wel binnen. Daardoor draaide de club mee aan de top van het klassement en wist deze zich ook vlot te plaatsen voor de champions play-offs, iets waar de club de vorige jaren meer moeite mee had. Ook werd er na een lange reeks niet meer verloren tegen Union en werd er,met een statement gewonnen op het veld van Club Brugge.
Anderlecht startte de play-offs aan op een tweede plaats. Net zoals in de reguliere competitie werden de goeie matchen terug overklast met een slechte. Maar ondanks deze resultaten blijft de club meedraaien bovenaan en had het zelfs een waterkans op de landstitel. Uiteindelijk eindigde Anderlecht op een 3e plaats, waardoor ze ook opnieuw Europees voetbal hadden afgedwongen. Ditmaal mochten ze zich klaarstomen voor de Europa League, dit was al geleden van seizoen 2018/19.
Riemer werd in september 2024 ontslagen. Dit na tegenvallende resultaten in de competitie. Voormalig voetballer David Hubert werd door de club aangesteld als interim-coach. Net voor de play-offs werd ook Hubert ontslagen; voormalig speler en kampioenenmaker Besnik Hasi werd de nieuwe coach.

## Outfit

### Evolutie uitrusting
| 1960 | 1965 | 1970 | 1975 | 1980 | 1985 | 1990 | 1995 | 2000 |

| 2005 | 2010 | 2015 | 2020 |

## Infrastructuur

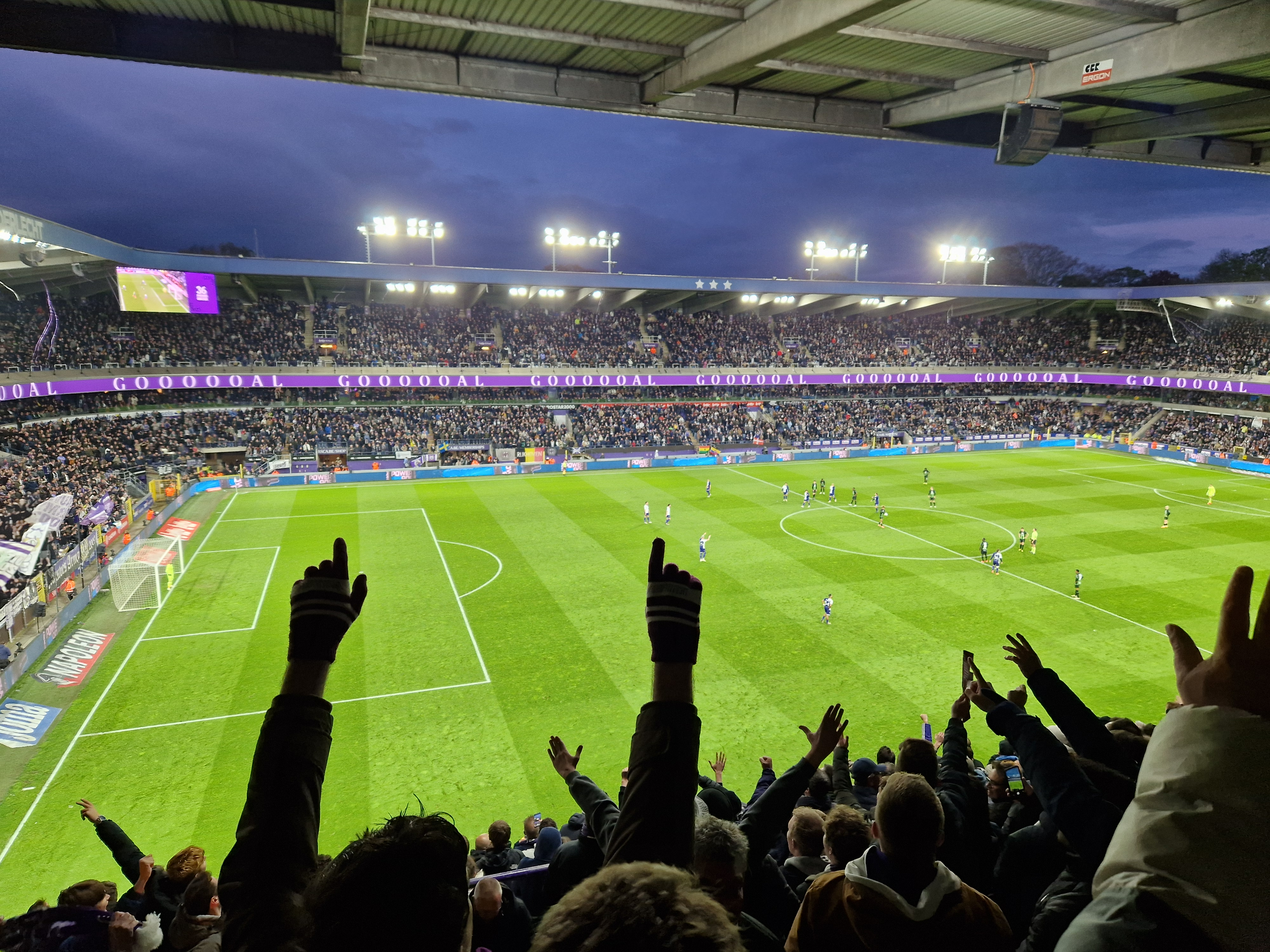
Sfeer na in doelpunt in het stadion voor Anderlecht-Cercle Brugge, 2023-24 Champions' play-offs

De club speelt zijn thuiswedstrijden in het Lotto Park. Oorspronkelijk had het stadion een capaciteit van 40.000 zitplaatsen en staanplaatsen, maar door de jaren heen werd dit aantal om veiligheidsredenen teruggebracht tot 22.500 zitplaatsen. Anderlecht wilde circa 2013 de capaciteit optrekken tot ca. 30.000 toeschouwers, de renovatiekosten zouden rond de 40 miljoen euro bedragen. Eigenlijk gokte Anderlecht hiermee op twee paarden. De stad Brussel stelde zich toen namelijk kandidaat als gaststad voor het Europees kampioenschap voetbal 2020. Mocht België zich niet uit de organisatie teruggetrokken hebben, en indien Brussel dit toen gehaald zou hebben, bestond het plan een nieuw stadion op te trekken van zo'n 60.000 plaatsen, waar RSC Anderlecht dan waarschijnlijk ook in zou gespeeld hebben mits het betalen van een marktconforme huurprijs.
In de wijk Neerpede bevinden zich een oefencomplex en de RSCA Belfius Academy. Dit complex opende zijn deuren aan de start van het seizoen 2011-2012. Op 25 juni 2019 werd aangekondigd dat de jeugdacademie te Neerpede vanaf dan de naam 'RSCA Belfius Academy' zou krijgen. Alle trainingen worden hier afgewerkt en ook spelen de jeugdploegen hier hun wedstrijden. Het oefencomplex geldt als een van de meest moderne jeugdcomplexen van Europa.

## Sponsors
RSC Anderlecht begon zonder shirtsponsor. Pas vanaf 1973 verscheen er reclame op de shirts. De sponsor was toen Belle-Vue, de brouwerij van toenmalig voorzitter Constant Vanden Stock. In 1981 werd de Generale Bank de hoofdsponsor van Anderlecht. In 2000 werd de Generale Bank een onderdeel van Fortis, dat vanaf dan de nieuwe shirtsponsor werd. Door de economische crisis van de eerste jaren van de 21ste eeuw veranderde Fortis in BNP Paribas Fortis. Vanaf de winter van 2014 werd Proximus naast BNP Paribas Fortis de nieuwe hoofdsponsor van Anderlecht. Na het seizoen 2019-2020 stopte zowel BNP Paribas Fortis als Proximus als sponsor.
De uitrustingen van paars-wit werden in het verleden gesponsord door de sportmerken Le Coq Sportif, Fred Perry en adidas. Vanaf het seizoen 2019/20 vervangt Joma, Adidas als shirtsponsor.
| Periode   | Kledingsponsor               | Shirtsponsor                        |
| --------- | ---------------------------- | ----------------------------------- |
| 1973-1975 | Le Coq Sportif of Fred Perry | Belle-Vue                           |
| 1975-1981 | Adidas                       | Belle-Vue                           |
| 1981-2000 | Adidas                       | Generale Bank                       |
| 2000-2009 | Adidas                       | Fortis                              |
| 2009-2019 | Adidas                       | BNP Paribas Fortis                  |
| 2019-2020 | Joma                         | BNP Paribas Fortis                  |
| 2020-     | Joma                         | DVV Verzekeringen (H), Candriam (A) |

## Erelijst
| Internationaal                        |     | |
| European Cup Winners' Cup             | 2×  | 1976, 1978 |
| UEFA Cup                              | 1×  | 1983 |
| Europese Supercup                     | 2×  | 1976, 1978 |
| Nationaal                             |     | |
| Eerste klasse                         | 34× | 1946/47, 1948/49, 1949/50, 1950/51, 1953/54, 1954/55, 1955/56, 1958/59, 1961/62, 1963/64, 1964/65, 1965/66, 1966/67, 1967/68, 1971/72, 1973/74, 1980/81, 1984/85, 1985/86, 1986/87, 1990/91, 1992/93, 1993/94, 1994/95, 1999/00, 2000/01, 2003/04, 2005/06, 2006/07, 2009/10, 2011/12, 2012/13, 2013/14, 2016/17 |
| Beker van België                      | 9×  | 1965, 1972, 1973, 1975, 1976, 1988, 1989, 1994, 2008 |
| Belgische Supercup                    | 13× | 1985, 1987, 1993, 1995, 2000, 2001, 2006, 2007, 2010, 2012, 2013, 2014, 2017 |
| Ligabeker                             | 3×  | 1973, 1974, 2000 |
| Sportploeg van het Jaar               | 1×  | 2000 |
| Trofee Jules Pappaert                 | 6×  | 1977, 1983, 1985, 2000, 2001, 2011 |
| Nationale trofee voor sportverdienste | 1×  | 1978 |
| Vriendschappelijk                     |     | |
| Tournoi de Paris                      | 3×  | 1964, 1966, 1977 |
| Tournoi Espoirs de Toulon             | 1×  | 1967 |
| Amsterdam Tournament                  | 1×  | 1976 |
| Brugse Metten                         | 1×  | 1985, 1988 |

### Individuele trofeeën
Enkele spelers behaalden een prijs toen ze voor de club speelden:
Topscorer (20)
1947 en 1950 (Jef Mermans), 1954 (Hippolyte Van Den Bosch), 1962 (Jacky Stockman), 1964, 1966 en 1968 (Paul Van Himst), 1967 (Jan Mulder), 1973 (Rob Rensenbrink), 1974 (Attila Ladinszky), 1977 (François Van Der Elst), 1983 en 1986 (Erwin Vandenbergh), 1987 (Arnór Guðjohnsen), 1989 (Edi Krnčević), 2001 (Tomasz Radzinski), 2005 (Nenad Jestrović), 2010 (Romelu Lukaku), 2015 (Aleksandar Mitrović), 2017 (Łukasz Teodorczyk)
Europees topschutter van het seizoen (1)
1950 (Jef Mermans)
Wereld-topschutter van het seizoen (1)
1950 (Jef Mermans)
Gouden Schoen (23)
1957 en 1962 (Jef Jurion), 1960, 1961, 1965 en 1974 (Paul Van Himst), 1964 (Wilfried Puis), 1976 (Rob Rensenbrink), 1983 (Franky Vercauteren), 1984 (Enzo Scifo), 1991 (Marc Degryse), 1992 (Philippe Albert), 1993 en 1997 (Pär Zetterberg), 1999 (Lorenzo Staelens), 2000 (Jan Koller), 2003 (Aruna Dindane), 2004 (Vincent Kompany), 2006 en 2010 (Mbark Boussoufa), 2011 (Matías Suárez), 2012 (Dieumerci Mbokani), 2015 (Dennis Praet)
Profvoetballer van het Jaar (14)
1987 (Juan Lozano), 1990 (Marc Degryse), 1992 (Philippe Albert), 1995 (Marc Degryse), 1997 en 1998 (Pär Zetterberg), 2001 (Walter Baseggio), 2004 (Aruna Dindane), 2005 (Vincent Kompany), 2007 (Mohamed Tchité), 2009 en 2010 (Mbark Boussoufa), 2012 (Matías Suárez), 2017 (Youri Tielemans)
Ebbenhouten Schoen (10)
1996 (Celestine Babayaro), 2003 (Aruna Dindane), 2004 en 2005 (Vincent Kompany), 2007 (Mohammed Tchité), 2009 en 2010 (Mbark Boussoufa), 2011 (Romelu Lukaku), 2012 (Dieumerci Mbokani), 2017 (Youri Tielemans)
Trainer van het Jaar (6)
1983 (Paul Van Himst), 2000 en 2001 (Aimé Anthuenis), 2004 (Hugo Broos), 2010 (Ariël Jacobs), 2017 (René Weiler)

## Resultaten

### In België
| Seizoen | Klasse | Klasse | Klasse | Klasse | Klasse | Reeks             | Punten | Opmerkingen |
|         | I      | I      | II     | III    | IV     |                   |        | |
| ------- | ------ | ------ | ------ | ------ | ------ | ----------------- | ------ | --- |
| 1912/13 |        |        |        | 1      |        | Afdeling II Brab. |        | Anderlecht won een van de twee Brabantse reeksen en plaatste zich na provinciale en nationale eindronden en tweede plaats met 4 punten in finale nationale eindronde na TSV Lyra |
| 1913/14 |        |        | 4      |        |        | Eerste Afdeling   | 24     | |
| 1914/15 |        |        |        |        |        |                   |        | oorlog |
| 1915/16 |        |        |        |        |        |                   |        | oorlog |
| 1916/17 |        |        |        |        |        |                   |        | oorlog |
| 1917/18 |        |        |        |        |        |                   |        | oorlog |
| 1918/19 |        |        |        |        |        |                   |        | oorlog |
| 1919/20 |        |        | 3      |        |        | Eerste Afdeling   | 26     | |
| 1920/21 |        |        | 3      |        |        | Eerste Afdeling   | 29     | geëindigd met evenveel punten als RFC Liégeois; testwedstrijd voor 3de plaats en promotie eindigde op 1-1, de replay op 1-0 winst                                                |
| 1921/22 | 12     | 12     |        |        |        | Ere Afdeling      | 18     | |
| 1922/23 | 13     | 13     |        |        |        | Ere Afdeling      | 15     | |
| 1923/24 |        |        | 1      |        |        | Eerste Afdeling A | 46     | |
| 1924/25 | 9      | 9      |        |        |        | Ere Afdeling      | 25     | |
| 1925/26 | 12     | 12     |        |        |        | Ere Afdeling      | 19     | |
| 1926/27 |        |        | 2      |        |        | Eerste Afdeling   | 38     | |
| 1927/28 | 14     | 14     |        |        |        | Ere Afdeling      | 10     | |
| 1928/29 |        |        | 2      |        |        | Eerste Afdeling   | 38     | |
| 1929/30 | 5      | 5      |        |        |        | Ere Afdeling      | 28     | |
| 1930/31 | 14     | 14     |        |        |        | Ere Afdeling      | 15     | |
| 1931/32 |        |        | 2      |        |        | Eerste Afdeling A | 33     | |
| 1932/33 |        |        | 5      |        |        | Eerste Afdeling A | 27     | |
| 1933/34 |        |        | 4      |        |        | Eerste Afdeling A | 32     | |
| 1934/35 |        |        | 1      |        |        | Eerste Afdeling B | 39     | |
| 1935/36 | 8      | 8      |        |        |        | Ere Afdeling      | 27     | |
| 1936/37 | 11     | 11     |        |        |        | Ere Afdeling      | 22     | |
| 1937/38 | 8      | 8      |        |        |        | Ere Afdeling      | 25     | |
| 1938/39 | 5      | 5      |        |        |        | Ere Afdeling      | 28     | |
| 1939/40 |        |        |        |        |        | Ere Afdeling      |        | door de oorlog werd geen volledige competitie afgewerkt. Anderlecht stond achtste.                                                                                               |
| 1940/41 | 6      | 6      |        |        |        | Ere Afdeling B    | 9      | speciale noodcompetitie tijdens de oorlog, met twee provinciale reeksen |
| 1941/42 | 6      | 6      |        |        |        | Ere Afdeling      | 27     | |
| 1942/43 | 6      | 6      |        |        |        | Ere Afdeling      | 34     | |
| 1943/44 | 2      | 2      |        |        |        | Ere Afdeling      | 42     | |
| 1944/45 |        |        |        |        |        | Ere Afdeling      |        | door de oorlog werd geen volledige competitie afgewerkt. Anderlecht stond wel aan de leiding.                                                                                    |
| 1945/46 | 3      | 3      |        |        |        | Ere Afdeling      | 46     | |
| 1946/47 | 1      | 1      |        |        |        | Ere Afdeling      | 50     | |
| 1947/48 | 2      | 2      |        |        |        | Ere Afdeling      | 38     | |
| 1948/49 | 1      | 1      |        |        |        | Ere Afdeling      | 41     | |
| 1949/50 | 1      | 1      |        |        |        | Ere Afdeling      | 45     | |
| 1950/51 | 1      | 1      |        |        |        | Ere Afdeling      | 38     | geëindigd met evenveel punten als Berchem Sport, maar Berchem had 9 matchen verloren, Anderlecht slechts 5 en werd daarom eerste                                                 |
| 1951/52 | 6      | 6      |        |        |        | Ere Afdeling      | 32     | |
| 1952/53 | 2      | 2      |        |        |        | Eerste Klasse     | 41     | |
| 1953/54 | 1      | 1      |        |        |        | Eerste Klasse     | 37     | |
| 1954/55 | 1      | 1      |        |        |        | Eerste Klasse     | 41     | |
| 1955/56 | 1      | 1      |        |        |        | Eerste Klasse     | 42     | |
| 1956/57 | 2      | 2      |        |        |        | Eerste Klasse     | 40     | |
| 1957/58 | 5      | 5      |        |        |        | Eerste Klasse     | 37     | |
| 1958/59 | 1      | 1      |        |        |        | Eerste Klasse     | 44     | |
| 1959/60 | 2      | 2      |        |        |        | Eerste Klasse     | 37     | |
| 1960/61 | 3      | 3      |        |        |        | Eerste Klasse     | 37     | |
| 1961/62 | 1      | 1      |        |        |        | Eerste Klasse     | 49     | |
| 1962/63 | 3      | 3      |        |        |        | Eerste Klasse     | 37     | |
| 1963/64 | 1      | 1      |        |        |        | Eerste Klasse     | 45     | |
| 1964/65 | 1      | 1      |        |        |        | Eerste Klasse     | 51     | |
| 1965/66 | 1      | 1      |        |        |        | Eerste Klasse     | 47     | |
| 1966/67 | 1      | 1      |        |        |        | Eerste Klasse     | 47     | |
| 1967/68 | 1      | 1      |        |        |        | Eerste Klasse     | 46     | |
| 1968/69 | 4      | 4      |        |        |        | Eerste Klasse     | 36     | |
| 1969/70 | 4      | 4      |        |        |        | Eerste Klasse     | 36     | |
| 1970/71 | 3      | 3      |        |        |        | Eerste Klasse     | 41     | |
| 1971/72 | 1      | 1      |        |        |        | Eerste Klasse     | 45     | geëindigd met evenveel punten als Club Brugge, dat echter een wedstrijd minder had gewonnen                                                                                      |
| 1972/73 | 6      | 6      |        |        |        | Eerste Klasse     | 34     | |
| 1973/74 | 1      | 1      |        |        |        | Eerste Klasse     | 41     | |
| 1974/75 | 3      | 3      |        |        |        | Eerste Klasse     | 52     | |
| 1975/76 | 2      | 2      |        |        |        | Eerste Klasse     | 48     | |
| 1976/77 | 2      | 2      |        |        |        | Eerste Klasse     | 48     | |
| 1977/78 | 2      | 2      |        |        |        | Eerste Klasse     | 50     | |
| 1978/79 | 2      | 2      |        |        |        | Eerste Klasse     | 45     | |
| 1979/80 | 5      | 5      |        |        |        | Eerste Klasse     | 41     | |
| 1980/81 | 1      | 1      |        |        |        | Eerste Klasse     | 57     | |
| 1981/82 | 2      | 2      |        |        |        | Eerste Klasse     | 46     | |
| 1982/83 | 2      | 2      |        |        |        | Eerste Klasse     | 49     | |
| 1983/84 | 2      | 2      |        |        |        | Eerste Klasse     | 47     | |
| 1984/85 | 1      | 1      |        |        |        | Eerste Klasse     | 59     | |
| 1985/86 | 1      | 1      |        |        |        | Eerste Klasse     | 52     | geëindigd met evenveel punten als Club Brugge. Testwedstrijden eindigden op 1-1 in Anderlecht en 2-2 in Brugge.                                                                  |
| 1986/87 | 1      | 1      |        |        |        | Eerste Klasse     | 57     | |
| 1987/88 | 4      | 4      |        |        |        | Eerste Klasse     | 45     | |
| 1988/89 | 2      | 2      |        |        |        | Eerste Klasse     | 53     | |
| 1989/90 | 2      | 2      |        |        |        | Eerste Klasse     | 53     | |
| 1990/91 | 1      | 1      |        |        |        | Eerste Klasse     | 53     | |
| 1991/92 | 2      | 2      |        |        |        | Eerste Klasse     | 49     | |
| 1992/93 | 1      | 1      |        |        |        | Eerste Klasse     | 58     | |
| 1993/94 | 1      | 1      |        |        |        | Eerste Klasse     | 55     | |
| 1994/95 | 1      | 1      |        |        |        | Eerste Klasse     | 52     | |
| 1995/96 | 2      | 2      |        |        |        | Eerste Klasse     | 71     | |
| 1996/97 | 4      | 4      |        |        |        | Eerste Klasse     | 58     | |
| 1997/98 | 4      | 4      |        |        |        | Eerste Klasse     | 57     | |
| 1998/99 | 3      | 3      |        |        |        | Eerste Klasse     | 70     | |
| 1999/00 | 1      | 1      |        |        |        | Eerste Klasse     | 75     | |
| 2000/01 | 1      | 1      |        |        |        | Eerste Klasse     | 83     | |
| 2001/02 | 3      | 3      |        |        |        | Eerste Klasse     | 66     | |
| 2002/03 | 2      | 2      |        |        |        | Eerste Klasse     | 71     | |
| 2003/04 | 1      | 1      |        |        |        | Eerste Klasse     | 81     | |
| 2004/05 | 2      | 2      |        |        |        | Eerste Klasse     | 76     | |
| 2005/06 | 1      | 1      |        |        |        | Eerste Klasse     | 70     | |
| 2006/07 | 1      | 1      |        |        |        | Eerste Klasse     | 77     | |
| 2007/08 | 2      | 2      |        |        |        | Eerste Klasse     | 70     | |
| 2008/09 | 2      | 2      |        |        |        | Eerste Klasse     | 77     | geëindigd met evenveel punten als Standard Luik. Testwedstrijden eindigden op 1-1 in Anderlecht en 1-0-verlies in Luik.                                                          |
| 2009/10 | 1      | 1      |        |        |        | Eerste Klasse     | 59     | na de reguliere competitie stond Anderlecht op de 1e plaats met 69 punten |
| 2010/11 | 3      | 3      |        |        |        | Eerste Klasse     | 44     | na de reguliere competitie stond Anderlecht op de 1e plaats met 65 punten |
| 2011/12 | 1      | 1      |        |        |        | Eerste Klasse     | 52     | na de reguliere competitie stond Anderlecht op de 1e plaats met 67 punten |
| 2012/13 | 1      | 1      |        |        |        | Eerste Klasse     | 49     | na de reguliere competitie stond Anderlecht op de 1e plaats met 67 punten |
| 2013/14 | 1      | 1      |        |        |        | Eerste Klasse     | 51     | na de reguliere competitie stond Anderlecht op de 3e plaats met 57 punten |
| 2014/15 | 3      | 3      |        |        |        | Eerste Klasse     | 46     | na de reguliere competitie stond Anderlecht op de 3e plaats met 57 punten |
| 2015/16 | 2      | 2      |        |        |        | Eerste Klasse     | 47     | na de reguliere competitie stond Anderlecht op de 3e plaats met 55 punten |
|         | 1A     | 1B     | 1Am    | 2Am    | 3Am    |                   |        | Vanaf 2016-17 zijn er 3 nationale en 2 regionale niveaus |
| 2016/17 | 1      |        |        |        |        | Eerste Klasse A   | 52     | na de reguliere competitie stond Anderlecht op de 1e plaats met 61 punten |
| 2017/18 | 3      |        |        |        |        | Eerste Klasse A   | 40     | na de reguliere competitie stond Anderlecht op de 2e plaats met 55 punten |
| 2018/19 | 6      |        |        |        |        | Eerste Klasse A   | 32     | na de reguliere competitie stond Anderlecht op de 4e plaats met 51 punten |
| 2019/20 | 8      |        |        |        |        | Eerste Klasse A   | 43     | competitie beëindigd na 29 speeldagen wegens de coronacrisis; toen stond Anderlecht op de 8e plaats met 43 punten                                                                |
| 2020/21 | 4      |        |        |        |        | Eerste Klasse A   | 33     | na de reguliere competitie stond Anderlecht op de 3e plaats met 58 punten |
| 2021/22 | 3      |        |        |        |        | Eerste Klasse A   | 40     | na de reguliere competitie stond Anderlecht op de 3e plaats met 64 punten |
| 2022/23 | 11     |        |        |        |        | Eerste Klasse A   | 46     | na de reguliere competitie stond Anderlecht op de 11e plaats met 46 punten |
| 2023/24 | 3      |        |        |        |        | Eerste Klasse A   | 46     | na de reguliere competitie stond Anderlecht op de 2e plaats met 63 punten |
| 2024/25 | 4      |        |        |        |        | Eerste Klasse A   | 36     | na de reguliere competitie stond Anderlecht op de 4e plaats met 51 punten |
| 2025/26 |        |        |        |        |        | Eerste Klasse A   |        | |

### Grafiek eindstanden in de competitie na WO II
| 3 |

| 1 |

| 2 |

| 1 |

| 1 |

| 1 |

| 6 |

| 2 |

| 1 |

| 1 |

| 1 |

| 2 |

| 5 |

| 1 |

| 2 |

| 3 |

| 1 |

| 3 |

| 1 |

| 1 |

| 1 |

| 1 |

| 1 |

| 4 |

| 4 |

| 3 |

| 1 |

| 6 |

| 1 |

| 3 |

| 2 |

| 2 |

| 2 |

| 2 |

| 5 |

| 1 |

| 2 |

| 2 |

| 2 |

| 1 |

| 1 |

| 1 |

| 4 |

| 2 |

| 2 |

| 1 |

| 2 |

| 1 |

| 1 |

| 1 |

| 2 |

| 4 |

| 4 |

| 3 |

| 1 |

| 1 |

| 3 |

| 2 |

| 1 |

| 2 |

| 1 |

| 1 |

| 2 |

| 2 |

| 1 |

| 3 |

| 1 |

| 1 |

| 1 |

| 3 |

| 2 |

| 1 |

| 3 |

| 6 |

| 8 |

| 4 |

| 3 |

| 11 |

| 3 |

| 4 |

### In Europa
RSC Anderlecht speelt sinds 1955 in diverse Europese competities. Hieronder staan de competities en in welke seizoenen de club deelnam.
De edities waarin RSC Anderlecht minstens de halve finales bereikte of meer staan in cursief.
De edities welke RSC Anderlecht heeft gewonnen staan in het vet:
- Champions League (18x)

1993/94, 1994/95, 1995/96, 2000/01, 2001/02, 2003/04, 2004/05, 2005/06, 2006/07, 2007/08, 2008/09, 2009/10, 2010/11, 2012/13, 2013/14, 2014/2015, 2016/17, 2017/2018
- Europacup I (16x)

1955/56, 1956/57, 1959/60, 1962/63, 1964/65, 1965/66, 1966/67, 1967/68, 1968/69, 1972/73, 1974/75, 1981/82, 1985/86, 1986/87, 1987/88, 1991/92
- Europa League (9x)

2009/10, 2010/11, 2011/12, 2014/2015, 2015/2016, 2016/2017, 2018/19, 2024/25, 2025/26
- Conference League (3x)

2021/22, 2022/23, 2025/26
- UEFA Super Cup (2x)

1976, 1978
- Europacup II (7x)

1973/74, 1975/76, 1976/77, 1977/78, 1978/79, 1988/89, 1989/90
- UEFA Cup (14x)

1971/72, 1979/80, 1980/81, 1982/83, 1983/84, 1984/85, 1990/91, 1992/93, 1996/97, 1997/98, 1998/99, 1999/00, 2002/03, 2007/08
- Jaarbeursstedenbeker (2x)

1969/70, 1970/71
Bijzonderheden Europese competities:
| Bijzonderheid                 | Datum      | Tegenstander         | Uitslag | Plaats      | Naam              | Aantal |
| ----------------------------- | ---------- | -------------------- | ------- | ----------- | ----------------- | ------ |
| Hoogste overwinning           | 14-09-1966 | FC Haka Valkeakoski  | 10-1    | Valkeakoski |                   |        |
| Hoogste nederlaag             | 26-09-1956 | Manchester United FC | 0-10    | Manchester  |                   |        |
| Speler met meeste wedstrijden | 22-11-2017 |                      |         |             | Olivier Deschacht | 101    |
| Speler met meeste doelpunten  | 19-12-1978 |                      |         |             | Rob Rensenbrink   | 33     |

UEFA Club Ranking: 72 (07-07-2025)

### Finaleplaatsen Europabekers
RSC Anderlecht bereikte 7 keer een Europese bekerfinale,
| Toernooi                     | Winnaar              | Verliezend Finalist |
| ---------------------------- | -------------------- | ------------------- |
| Jaarbeursstedenbeker 1969/70 | Arsenal FC           | RSC Anderlecht      |
| Europacup II 1975/76         | RSC Anderlecht       | West Ham United     |
| Europacup II 1976/77         | Hamburger SV         | RSC Anderlecht      |
| Europacup II 1977/78         | RSC Anderlecht       | Austria Wien        |
| UEFA Cup 1982/83             | RSC Anderlecht       | SL Benfica          |
| UEFA Cup 1983/84             | Tottenham Hotspur FC | RSC Anderlecht      |
| Europacup II 1989/90         | UC Sampdoria         | RSC Anderlecht      |

## Spelerskern
Dit is de selectie voor het voetbalseizoen 2025/26.
| No.           | Naam                | Nationaliteit      | Geboortedatum | Vorige club                           |
| ------------- | ------------------- | ------------------ | ------------- | ------------------------------------- |
| Keepers       |                     |                    |               |                                       |
| 16            | Mads Kikkenborg     | Denemarken         | 07-10-1999    | Lyngby BK (2021-2024)                 |
| 26            | Colin Coosemans     | België             | 03-08-1992    | KAA Gent (2018-2021)                  |
| 63            | Timon Vanhoutte     | België             | 29-04-2004    | Eigen jeugd                           |
| Verdedigers   |                     |                    |               |                                       |
| 2             | Zoumana Keita       | Duitsland          | 16-11-2005    | FC Viktoria Köln 1904 (2024-2025)     |
| 3             | Lucas Hey           | Denemarken         | 13-04-2003    | FC Nordsjælland (2023-2025)           |
| 4             | Jan-Carlo Simić     | Duitsland, Servië  | 02-05-2005    | AC Milan (2021-2022)                  |
| 5             | Moussa N'Diaye      | Senegal            | 18-06-2002    | Barcelona Atlètic (2022-2024)         |
| 6             | Ludwig Augustinsson | Zweden             | 21-04-1994    | Sevilla FC (2022-2024)                |
| 7             | Ilay Camara         | België             | 18-01-2003    | Standard Luik (2025)                  |
| 25            | Thomas Foket        | België             | 25-09-1994    | Stade de Reims (2018-2024)            |
| 54            | Killian Sardella    | België             | 02-05-2002    | Eigen jeugd                           |
| 58            | Yasin Özcan         | Turkije            | 20-04-2006    | Aston Villa (2025)                    |
| 79            | Ali Maamar          | België             | 23-03-2005    | Eigen jeugd                           |
| Middenvelders |                     |                    |               |                                       |
| 8             | Cedric Hatenboer    | Nederland          | 19-03-2005    | Excelsior Rotterdam (2024-2025)       |
| 10            | Yari Verschaeren    | België             | 12-07-2001    | Eigen jeugd                           |
| 11            | Thorgan Hazard      | België             | 29-03-1993    | Borussia Dortmund (2019-2023)         |
| 13            | Nathan Saliba       | Canada             | 07-02-2004    | CF Montréal (2020-2025)               |
| 17            | Théo Leoni          | België             | 21-04-2000    | Eigen jeugd                           |
| 18            | Majeed Ashimeru     | Ghana              | 10-10-1997    | Red Bull Salzburg (2019-2021)         |
| 23            | Mats Rits           | België             | 18-07-1993    | Club Brugge (2018-2023)               |
| 24            | Enric Llansana      | Nederland, Spanje  | 12-04-2001    | Go Ahead Eagles (2022-2025)           |
| 28            | Enzo Sternal        | Frankrijk          | 28-05-2007    | Olympique Marseille (2023-2024)       |
| 29            | Mario Stroeykens    | België             | 29-09-2004    | Eigen jeugd                           |
| 55            | Marco Kana          | België             | 08-08-2002    | Eigen jeugd                           |
| 74            | Nathan De Cat       | België             | 19-07-2008    | Eigen jeugd                           |
| Aanvallers    |                     |                    |               |                                       |
| 9             | Mihajlo Cvetković   | Servië             | 10-01-2007    | FK Čukarički (2023-2025)              |
| 12            | Kasper Dolberg      | Denemarken         | 06-10-1997    | OGC Nice (2019-2023)                  |
| 19            | Nilson Angulo       | Ecuador            | 19-06-2003    | LDU Quito (2021-2022)                 |
| 20            | Luis Vázquez        | Argentinië         | 24-04-2001    | CA Boca Juniors (2019-2023)           |
| 21            | César Huerta        | Mexico             | 03-12-2000    | Club Universidad Nacional (2023-2024) |
| 22            | Elyess Dao          | Frankrijk, Marokko | 20-11-2006    | Amiens SC (2025)                      |
| 83            | Tristan Degreef     | België             | 19-01-2005    | Eigen jeugd                           |
| 91            | Adriano Bertaccini  | België, Italië     | 13-08-2000    | Sint-Truidense VV (2024-2025)         |
| 99            | Ibrahim Kanaté      | Mali               | 23-10-2006    | Eigen jeugd                           |

|}

### Technische staf
| Functie           | Naam             | Nationaliteit |
| ----------------- | ---------------- | ------------- |
| Hoofdtrainer      | Besnik Hasi      | Albanië       |
| Assistent trainer | Edward Still     | België        |
| Assistent trainer | Jérémy Taravel   | Frankrijk     |
| Assistent trainer | Lucas Biglia     | Argentinië    |
| Keeper trainer    | Justin Verlinden | België        |

### Bestuur
| Functie            | Naam                 | Nationaliteit |
| ------------------ | -------------------- | ------------- |
| Eigenaar           | Marc Coucke          | België        |
| Voorzitter         | Wouter Vandenhaute   | België        |
| Sportief directeur | Olivier Renard       | België        |
| CEO Non-Sports     | Isabelle Vanden Eede | België        |

## Records

### Record aankopen
|    | Naam                | Gekocht van       | Prijs (€)  | Eerste seizoen |
| -- | ------------------- | ----------------- | ---------- | -------------- |
| 1  | Nicolae Stanciu     | Steaua Boekarest  | 9,70 milj. | 2016/17        |
| 2  | Bubacarr Sanneh     | FC Midtjylland    | 8 milj.    | 2018/19        |
| 3  | Michel Vlap         | sc Heerenveen     | 6,90 milj. | 2019/20        |
| 4  | Sven Kums           | Watford FC        | 6,50 milj. | 2017/18        |
| 5  | Steven Defour       | FC Porto          | 6 milj.    | 2014/15        |
| 5  | Kemar Roofe         | Leeds United      | 6 milj.    | 2019/20        |
| 6  | Aleksandar Mitrović | Partizan Belgrado | 5 milj.    | 2013/14        |
| 6  | Landry Dimata       | VfL Wolfsburg     | 5 milj.    | 2019/20        |
| 7  | Łukasz Teodorczyk   | FC Dynamo Kiev    | 4,50 milj. | 2017/18        |
| 8  | Anders Dreyer       | FC Midtjylland    | 4,20 milj. | 2022/23        |
| 9  | Kristoffer Olsson   | FK Krasnodar      | 4 milj.    | 2021/22        |
| 9  | Mbark Boussoufa     | KAA Gent          | 4 milj.    | 2006/07        |
| 10 | Kenny Saief         | KAA Gent          | 3,70 milj. | 2018/19        |

### Record verkopen
|    | Naam                   | Verkocht aan              | Prijs (€)  | Tijdens seizoen |
| -- | ---------------------- | ------------------------- | ---------- | --------------- |
| 1  | Jérémy Doku            | Stade Rennais             | 27 milj.   | 2020/21         |
| 2  | Youri Tielemans        | AS Monaco                 | 25 milj.   | 2017/18         |
| 3  | Bart Verbruggen        | Brighton & Hove Albion FC | 20 milj.   | 2023/24         |
| 4  | Aleksandar Mitrović    | Newcastle United FC       | 18,5 milj. | 2015/16         |
| 5  | Albert Sambi Lokonga   | Arsenal                   | 17,5 milj. | 2021/22         |
| 6  | Zeno Debast            | Sporting Lissabon         | 15,5 milj. | 2024/25         |
| 7  | Romelu Lukaku          | Chelsea FC                | 15 milj.   | 2011/12         |
| 8  | Sergio Gómez Martín    | Manchester City           | 15 milj.   | 2022/23         |
| 9  | Leander Dendoncker     | Wolverhampton             | 13,8 milj. | 2019/20         |
| 10 | Chancel Mbemba Mangulu | Newcastle United FC       | 12 milj.   | 2015/16         |

### Wedstrijdrecords
| Naam              | Periode(s) bij club | Wedstr. |
| ----------------- | ------------------- | ------- |
| Olivier Deschacht | 2001-2018           | 601     |
| Paul Van Himst    | 1959-1975           | 566     |
| Filip De Wilde    | 1987-1996 1997-2003 | 490     |
| Frank Vercauteren | 1975-1987           | 484     |
| Hugo Broos        | 1970-1983           | 453     |
| Georges Heylens   | 1960-1973           | 452     |
| Pierre Hanon      | 1954-1970           | 404     |
| Bertrand Crasson  | 1989-1996 1998-2003 | 399     |
| Michel De Groote  | 1975-1977 1979-1989 | 395     |
| Jacky Munaron     | 1974-1989           | 391     |

### Doelpuntrecords
| Naam                   | Periode(s) bij club | Goals |
| ---------------------- | ------------------- | ----- |
| Jef Mermans            | 1941-1957           | 345   |
| Paul Van Himst         | 1959-1975           | 310   |
| Ferdinand Adams        | 1919-1934           | 232   |
| Rob Rensenbrink        | 1971-1980           | 197   |
| Luc Nilis              | 1986-1994           | 171   |
| Jacky Stockman         | 1957-1966 1972-1973 | 158   |
| Hypoliet Van den Bosch | 1943-1948 1952-1958 | 153   |
| Jan Mulder             | 1965-1972           | 141   |
| François Van der Elst  | 1971-1980           | 118   |
| Erwin Vandenbergh      | 1982-1986           | 112   |

### Recordelftallen
| Meert Kompany Olsen Verbiest Lozano Coeck Van Himst Jurion Mulder Mermans Rensenbrink                               |
| Beste Anderlecht-spelers van 1908 tot 2008. (Bron: Sport/Voetbalmagazine - Special 100 jaar Anderlecht, 7 mei 2008) |

| Meert Heylens Verbiest Olsen Jurion Coeck Lozano Vercauteren Van Himst Mermans Rensenbrink       |
| Beste Anderlecht-spelers van 1908 tot 2008. (Bron: 100 jaar RSC Anderlecht - dvd, De Eeuwige 11) |

## Persoonlijkheden

### Meest succesvolle spelers
|                                                                                |                                                                           |                                                                               |                                                                               |
| Rob Rensenbrink, uitgeroepen tot de beste speler van Anderlecht in de 20e eeuw | Paul Van Himst, uitgeroepen tot de beste speler van België in de 20e eeuw | Jef Mermans, topscorer aller tijden van Anderlecht (367 goals in 399 wedstr.) | Olivier Deschacht speelde een record aantal wedstrijden voor Anderlecht (601) |

| Naam                  | Nationaliteit      | Positie | RSC Anderlecht carrière | Kampioenschap | Kampioenschap | Prijzen |
| Naam                  | Nationaliteit      | Positie | RSC Anderlecht carrière | Wedstr.       | Goals         | Prijzen |
| --------------------- | ------------------ | ------- | ----------------------- | ------------- | ------------- | --- |
| Hugo Broos            | Vlag van België    | VD      | 1970-1983               | 350           | 1             | 2 UEFA Bekers voor Bekerwinnaars, 2 UEFA Super Cups, 1 UEFA Cup, 3 Belgische Kampioenschappen, 4 Bekers van België |
| Ludo Coeck            | Vlag van België    | MV      | 1972-1983               | 292           | 54            | 2 UEFA Bekers voor Bekerwinnaars, 2 UEFA Super Cups, 1 UEFA Cup, 2 Belgische Kampioenschappen, 3 Bekers van België |
| Jean Cornelis         | Vlag van België    | VD      | 1958-1971               | 287           | 6             | 7 Belgische Kampioenschappen, 1 Beker van België                                                                   |
| Bertrand Crasson      | Vlag van België    | VD      | 1989-1996 1998–2003     | 291           | 19            | 6 Belgische Kampioenschappen, 1 Beker van België                                                                   |
| Michel De Groote      | Vlag van België    | VD      | 1975-1977 1979–1989     | 294           | 27            | 1 UEFA Beker voor Bekerwinnaars, 1 UEFA Super Cup, 1 UEFA Cup, 4 Belgische Kampioenschappen, 3 Bekers van België   |
| Filip De Wilde        | Vlag van België    | DM      | 1987-1996 1998–2003     | 369           | 0             | 6 Belgische Kampioenschappen, 3 Bekers van België                                                                  |
| Olivier Deschacht     | Vlag van België    | VD      | 2001-2018               | 395           | 8             | 8 Belgische Kampioenschappen, 1 Beker van België                                                                   |
| Jean Dockx            | Vlag van België    | VD      | 1971-1978               | 214           | 12            | 2 UEFA Bekers voor Bekerwinnaars, 1 UEFA Super Cup, 2 Belgische Kampioenschappen, 4 Bekers van België              |
| Georges Grün          | Vlag van België    | VD      | 1982-1990 1994–1996     | 258           | 31            | 1 UEFA Cup, 4 Belgische Kampioenschappen, 2 Bekers van België                                                      |
| Pierre Hanon          | Vlag van België    | VD/MV   | 1954-1970               | 353           | 31            | 9 Belgische Kampioenschappen, 1 Beker van België                                                                   |
| Georges Heylens       | Vlag van België    | VD      | 1960-1973               | 361           | 10            | 7 Belgische Kampioenschappen, 3 Bekers van België                                                                  |
| Jef Jurion            | Vlag van België    | MV      | 1953-1968               | 390           | 73            | 8 Belgische Kampioenschappen, 1 Beker van België                                                                   |
| Henri Meert           | Vlag van België    | GK      | 1942-1960               | 343           | 1             | 8 Belgische Kampioenschappen                                                                                       |
| Jef Mermans           | Vlag van België    | AV      | 1942-1957               | 384           | 343           | 7 Belgische Kampioenschappen                                                                                       |
| Jacky Munaron         | Vlag van België    | DM      | 1974-1989               | 293           | 0             | 2 UEFA Bekers voor Bekerwinnaars, 2 UEFA Super Cups, 1 UEFA Cup, 4 Belgische Kampioenschappen, 4 Bekers van België |
| Luc Nilis             | Vlag van België    | AV      | 1986-1994               | 223           | 124           | 4 Belgische Kampioenschappen, 3 Bekers van België                                                                  |
| Silvio Proto          | Vlag van België    | GK      | 2005-2016               | 246           | 0             | 6 Belgische Kampioenschappen, 1 Beker van België                                                                   |
| Wilfried Puis         | Vlag van België    | AV      | 1960-1971               | 267           | 52            | 6 Belgische Kampioenschappen, 1 Beker van België                                                                   |
| Rob Rensenbrink       | Vlag van Nederland | AV      | 1971-1980               | 262           | 143           | 2 UEFA Bekers voor Bekerwinnaars, 2 UEFA Super Cups, 2 Belgische Kampioenschappen, 4 Bekers van België             |
| Jan Ruiter            | Vlag van Nederland | DM      | 1971-1977               | 179           | 0             | 1 UEFA Beker voor Bekerwinnaars, 1 UEFA Super Cup, 2 Belgische Kampioenschappen, 4 Bekers van België               |
| Jacques Stockman      | Vlag van België    | AV      | 1957-1966               | 236           | 142           | 5 Belgische Kampioenschappen, 2 Bekers van België                                                                  |
| Jean Trappeniers      | Vlag van België    | GK      | 1959-1971               | 359           | 0             | 6 Belgische Kampioenschappen, 1 Beker van België                                                                   |
| Gilbert Van Binst     | Vlag van België    | VD      | 1968-1980               | 262           | 28            | 2 UEFA Bekers voor Bekerwinnaars, 2 UEFA Super Cups, 2 Belgische Kampioenschappen, 4 Bekers van België             |
| François Van der Elst | Vlag van België    | AV      | 1971-1980               | 243           | 82            | 2 UEFA Bekers voor Bekerwinnaars, 2 UEFA Super Cups, 4 Belgische Kampioenschappen, 1 Beker van België              |
| Paul Van Himst        | Vlag van België    | AV      | 1959-1975               | 457           | 233           | 8 Belgische Kampioenschappen, 4 Bekers van België                                                                  |
| Franky Vercauteren    | Vlag van België    | MV      | 1975-1987               | 367           | 93            | 2 UEFA Bekers voor Bekerwinnaars, 2 UEFA Super Cups, 1 UEFA Cup, 4 Belgische Kampioenschappen, 1 Beker van België  |
| Pär Zetterberg        | Vlag van Zweden    | MV      | 1989-2000 2003–2006     | 284           | 72            | 6 Belgische Kampioenschappen, 1 Beker van België                                                                   |

### Andere belangrijke spelers
| Belgen - Philippe Albert - Walter Baseggio - Danny Boffin - David Brocken - Massimo Bruno - Thomas Chatelle - Geoffrey Claeys - Albert Cluytens - André Colasse - Michael Cordier - Alex Czerniatynski - Gilles De Bilde - Glen De Boeck - Wim De Coninck - Steven Defour - Walter De Greef - Jean-François De Sart - Tom De Sutter - Geert De Vlieger - Chris De Witte - Marc Degryse - Johan Devrindt - Didier Dheedene - Olivier Doll - Guillaume Gillet - Bart Goor - Christophe Grégoire - Emmanuel Karagiannis - Vincent Kompany - Roland Lamah - Jonathan Legear | - Romelu Lukaku - Maarten Martens - Henri "Rie" Meert - Mbo Mpenza - Vadis Odjidja-Ofoe - Luis Oliveira - Luigi Pieroni - Frédéric Pierre - Enzo Scifo - Tom Soetaers - Lorenzo Staelens - Jacques Stockman - Jelle Van Damme - Anthony Vanden Borre - Constant Vanden Stock - Erwin Vandenbergh - Erwin Vandendaele - Yves Vanderhaeghe - Laurent Verbiest | - Gert Verheyen - Bruno Versavel - Johan Walem - Josip Weber - Youri Tielemans - Dennis Praet - Leander Dendoncker - Alexis Saelemaekers - Jérémy Doku - Albert Sambi Lokonga | Nederlanders - Leen Barth - Gerard Bergholtz - John Bosman - Nico de Bree - Johnny Dusbaba - Ronny van Poucke - Ruud Geels - Arie Haan - Sergio Hellings - Wim Hofkens - Wim Kooiman - Arnold Kruiswijk - Sherjill Mac-Donald - Jan Mulder - Graeme Rutjes - Gaston Taument - Patrick van Diemen - John van Loen - Adri van Tiggelen - Peter van Vossen - Bram Nuytinck - Demy de Zeeuw - Alexander Büttner - Joshua Zirkzee | Overige Europeanen - Serhat Akın - Samuel Armenteros - Yannis Anastasiou - Henrik Andersen - Torsten-Frank Andersen - Frank Arnesen - Ole Martin Årst - Dmitri Boelykin - Kenneth Brylle - Daniel Calvo - Jorge Cayuela Peiró - Fabrice Ehret - Rolando Jorge Pires da Fonseca (Rolando) - Arnór Guðjohnsen - Besnik Hasi - Aleksandar Ilić - Nenad Jestrović - Milan Jovanovic - Suad Katana - Martin Kolář - Jan Koller - Oleg Iachtchouk - Oleksandr Jakovenko - Attila Ladinszky - Jan Lecjaks - Goran Lovre - Juan Lozano - Lukáš Mareček - Marko Marin - Zvonko Milojević - Aleksandar Mitrović - Ivica Mornar - Lukas Nmecha - Stefano Okaka - Morten Olsen - Jan Polák - Grégory Pujol - Abdoulaye Seck - Tibor Selymes | - Alin Stoica - Hannu Tihinen - Bakary Sare - Dalibor Veselinović - Max von Schlebrügge - Zdenko Vukasović - Marcin Wasilewski - Christian Wilhelmsson - Clayton Zane - Michał Żewłakow - Daniel Zitka | Overige - Sami Allagui - Isaac Asare - Celestine Babayaro - Ziguy Badibanga - Víctor Bernárdez - Lucas Biglia - Mbark Boussoufa - Jean-Claude Bouvy - Pablo Chavarría - Aruna Dindane - Tarek El Said - Nicolas Frutos - Ahmed Hassan - Junior Kabananga Kalonji - Nathan Kabasele - Seol Ki-Hyeon - Sacha Kljestan - Cheikhou Kouyaté - Nii Lamptey - Hernán Losada - Dieumerci Mbokani - Ryota Morioka - Charlie Musunda - Nicolás Pareja - Yaw Preko - Tomasz Radzinski - Bakary Sare - Sébastien Siani - Edrissa Sonko - Matías Suárez - Mohamed Tchité - Lamine Traoré - Souleymane Youla |

### Trainers
- 1997-1998: Vandereycken - Dockx-Haan
- 1998-1999: Haan - Dockx
- 1999-2002: Anthuenis
- 2002-2004: Broos
- 2004-2005: Broos - Vercauteren
- 2005-2007: Vercauteren
- 2007-2008: Vercauteren - Jacobs
- 2008-2012: Jacobs
- 2012-2013: Van den Brom
- 2013-2014: Van den Brom - Hasi
- 2014-2016: Hasi
- 2016-2017: Weiler
- 2017-2018: Weiler - Frutos - Vanhaezebrouck
- 2018-2019: Vanhaezebrouck - Belhocine - Rutten - Belhocine
- 2019-2020: Davies - Kompany - De Roeck - Vercauteren
- 2020-2021: Vercauteren - Kompany
- 2021-2022: Kompany
- 2022-2023: Mazzù - Veldman - Riemer

### Kapiteins
- 1966-1968: Jurion
- 1968-1975: Van Himst
- 1975-1977: Vandendaele
- 1977-1980: Rensenbrink
- 1980-1981: Haan
- 1981-1982: Coeck
- 1982-1987: Vercauteren
- 1987-1990: Grün
- 1990-1993: De Wilde
- 1993-1995: Degryse
- 1995-1996: Grün
- 1996-2000: Zetterberg ¹
- 2000-2001: Staelens / De Boeck
- 2001-2004: De Boeck ²
- 2004-2005: De Boeck / Zetterberg ³
- 2005-2006: Zetterberg
- 2006-2008: Goor
- 2008-2009: Goor / Deschacht
- 2009-2011: Deschacht
- 2011-2012: Deschacht / Biglia ⁴
- 2012-2013: Biglia
- 2013-2014: Gillet
- 2014-2016: Proto
- 2016-2017: Hanni
- 2017-2018: Hanni / Dendoncker
- 2018-2019: Trebel / Kums
- 2019-2020: Kompany
- 2020-2021: Van Crombrugge / Sambi Lokonga
- 2021-2023: Van Crombrugge
- 2023 - : Vertonghen

¹ Eind jaren 90 was Enzo Scifo aanvoerder in afwezigheid van Zetterberg.

² Tijdens het seizoen 2003-2004 was Walter Baseggio aanvoerder bij afwezigheid van de geblesseerde De Boeck.

³ De Boeck stopte in februari 2005 met voetballen. Zetterberg werd vanaf dan de nieuwe aanvoerder.

⁴ Begin 2011/12 speelde Deschacht zijn aanvoerdersband enkele weken kwijt aan Lucas Biglia. Toen hij de band terugkreeg, nam een deel van de supporters hem op de korrel, waarna hij besloot om de band vrijwillig af te staan aan Biglia.

### Eerste doelman
- 1919-1921: Pay
- 1921-1922: Heymans
- 1922-1931: Caudron
- 1931-1932: Peeters
- 1932-1944: Mertens
- 1944-1955: Meert
- 1955-1960: Week
- 1960-1970: Trappeniers
- 1970-1971: Barth
- 1971-1977: Ruiter
- 1977-1979: De Bree
- 1979-1988: Munaron
- 1988-1996: De Wilde ²
- 1996-1998: De Vlieger
- 1998-2002: De Wilde ²
- 2002-2005: Zitka
- 2005-2006: Proto
- 2006-2008: Zitka ²
- 2008-2009: Schollen ¹
- 2009-2016: Proto ²
- 2016-2017: Roef - Boeckx
- 2017-2018: Boeckx - Sels
- 2018-2019: Didillon
- 2019-2021: Van Crombrugge - Wellenreuther
- 2021-heden:Van Crombrugge

¹ Doordat Daniel Zitka langdurig geblesseerd was en Silvio Proto uitgeleend was, werd Davy Schollen eerste doelman tijdens het seizoen 2008/09.

² Filip De Wilde werd in 1994 en 2000 verkozen tot Beste Doelman. Zitka won de trofee in 2007 en Proto behaalde deze prijs in 2012 en in 2013.

### Voorzitters
- Charles Roos (1908–1910)
- Theo Verbeeck (1911–1951)
- Albert Roosens (1951–1971)
- Constant Vanden Stock (1971–1996)
- Roger Vanden Stock (1996–2018)
- Marc Coucke (2018–2020)
- Wouter Vandenhaute (2020–)

### Bekende fans
- Stijn Baert
- Justine Henin
- Remco Evenepoel
- Ivan De Vadder
- Eddy Merckx
- Jan Paternoster
- Peter Van Petegem
- Willy Sommers
- Michel Wuyts
- Bram Van Deputte
- Pieter Timmermans
- Paul Van Himst
- Koen De Graeve
- Herman Van Rompuy
- Ben Weyts
- Zwangere Guy
- Paul Van Tigchelt
- Sammy Mahdi
- Montasser AlDe'emeh
- Eric Van Rompuy
- Kristof Calvo
- Kris Luyckx
- Sven Mary
- Bart Eeckhout
- Metejoor

## Futsal
Voor het seizoen 2022/23 nam RSC Anderlecht het team FP Halle-Gooik over, dat meerdere keren had deelgenomen aan de UEFA Futsal Champions League en uitkwam in de eerste divisie. Het team speelt in Roosdaal, in het Belleheide Center, een nieuwe arena met een capaciteit van 1.200 toeschouwers.
RSC Anderlecht zal een locatie hosten voor de hoofdronde van de UEFA Futsal Champions League 2022/23. Na te zijn doorgegaan in de hoofdronde, slaagden ze erin om in de eliteronde van de UEFA Futsal Champions League de winnaar van het vorige jaar, FC Barcelona, te verslaan vanwege een beter doelsaldo. En nu staan ze in de halve finales van de UEFA Champions League tegen Sporting Lissabon.

## Boeken
- Anderlecht - La Chasse Aux Titres door Frank Baudoncq in 1977, Gamma Sport, 176 p. (Frans) ISBN 2801600997
- Anderlecht - Geschiedenis van een Grote Club door Eugene Steppe  in 1977, Het Volk, 174 p. ISBN 9062066224
- Koning Anderlecht door Eddy Soetaert in 1987, Reinaert, 128 p. ISBN 9063341016
- Royal Sporting Club Anderlecht 1908-1983 75 Jaar Voetbal door Herman Pauwels, Frank Baudoncq, Albert Durenne & Jacques Levebvre in 1992, Gamma Sport, 154 p.
- Anderlecht Uniek door Henry Guldemont in 1992, Roularta, 237 p. ISBN 9054660368
- Constant vanden Stock - Een Leven, Twee Carrières door Hugo Camps & Philippe Majersdorf in 1993, Kritak, 155 p. ISBN 9789060054536
- De Goden van Anderlecht door Frank Buyse & Henry Guldemont in 1995, Roularta, 156 p. ISBN 9054662239
- Anderlecht in Europa : van Old Trafford tot San Siro door Rudy Nuyens in 1999, Globe, 304 p. ISBN 9053121439
- Mister Michel: De Zilveren Vos van Anderlecht door Stefan van Loock in 2004, Van Halewyck, 310 p. ISBN 9789056175436
- Le Dictionnaire du RSC Anderlecht. Un Club de Légende, 557 Joueurs ( 2 Volumes) door  Marcel Gallez & Johan Serkijn in 2008, Magnad , 486 p. (Frans)) ISBN 9782960072334
- 100 jaar Anderlecht door Stefan van Loock in 2008, Van Halewyck, 336 p. ISBN 9789056178635
- Circus voetbal-Straffe verhalen uit de glorietijd van het Belgisch voetbal door Gilbert van Binst in 2009, Sport Voetbalmagazine, 303 p. ISBN 9789086792252
- 11 RSC Anderlecht door Raf Willems in 2010, Lannoo, 176 p. ISBN 9789020990805
- RSCA door Stijn Vanderhaeghe, David Steegen, Jan Mulder in 2013, Hannibal Books, 346 p. ISBN 9789491376511
- Elke Dag een Wonder: Leven achter de Schermen van Paars-Wit door David Steegen in 2018, Borgerhoff & Lamberigts, 319 p. ISBN 9789089318527
- RSC Anderlecht: 110 jaar voetbaltraditie door Sam van Clemen in 2019, Aspekt B.V., 360 p. ISBN 9789463384889
- Eeuwige 25 van Anderlecht: van Mermans tot Kompany door Raf Willems in 2019, Willems Uitgevers, 100 p. ISBN 9789492419651
- Gang of Brussels: L'histoire vraie de hooligans d'Anderlecht, entre foot et banditisme door Louis Dabir and Barthelemy Gaillard in 2020, Cherche Midi, 100 p. ((Frans)) ISBN 9782749161624
- RSCA: We are Anderlecht! door Marc van Staen in 2021, Lannoo, 253 p. ISBN 9789401474771
- Jef Mermans : Bombardier: de Voetballer die Anderlecht naar de Top Loodste door Stefan van Loock in 2022, Sportumi, 272 p. ISBN 9789493242586